# Русская охотничья периодика
Охотничьи периодические издания, размещающие материалы об охоте и по смежным с охотой темам и адресованные охотникам, появились в России в середине XIX века. К концу столетия сформировались основные типологические черты охотничьей периодики. В дальнейшем развитие охотничьей прессы отражало изменение роли охоты и охотника в экономике и обществе. Охотничьи периодические издания на протяжении всей истории служат средством объединения и коммуникации охотников, специалистов и деятелей науки, коммерческих структур и регулирующих органов.
Охотничья периодика является предметом научных исследований. Издания дореволюционного периода довольно хорошо изучены. Труды, исследующие охотничью прессу первых десятилетий советской власти, представлены слабо. В постсоветскую эпоху лишь несколько отдельных изданий рассматриваются в научных публикациях, но многие издания вошли в список периодики библиографического справочника «Охотничья Россия».
В список охотничьих периодических изданий России включены издания на русском языке с заявленной или фактической периодичностью не реже двух раз в год, выходившие на территории Российской Империи, Советской России и СССР, а также Российской Федерации, описанные или названные в библиографической литературе, справочниках, каталогах библиотек, каталогах выставок и музеев, подписных каталогах, а также предлагавшиеся к продаже на аукционах. Не включены нетипографские издания: рукописные, изготовленные на гектографе, стенгазеты, интернет-издания.

## Охотничья пресса в России
Интерес общества к охотничьей тематике в России возник в середине XIX века. Если охота раньше соотносилась с образом жизни русских царей и крупных землевладельцев, то в 1840—1850-е, на фоне социальных преобразований, естественнонаучных открытий, развития фольклора и этнографии, интереса к Западу, охота привлекла внимание представителей науки, искусства, городских обывателей и промышленников. Публикации об охоте и природе стали появляться в общественно-политических, литературных и специальных периодических изданиях.
Появлению специализированных изданий охотничьей тематики в середине XIX века способствовало развитие в России спорта как культурного явления и формы досуга. Под влиянием английской традиции охота стала рассматриваться как вид спорта, наряду с конным, и в этом качестве была очень популярна: «Охота стала наконец не только терпима, но даже уважаема; такова наша публика!.. Теперь вовсе неохотники в душе заводят и собак, и ружья, и охотничьих лошадей, — ради моды и от нечего делать». Несмотря на сопротивление знатоков и ценителей русской охоты, спорт вошёл в обиход, а с ним возникла и поддерживающая его печать.
Первым специализированным охотничьим изданием, поддержавшим развитие спорта в России, стал ежемесячный санкт-петербургский «Журнал коннозаводства и охоты» (1842—1864), объединивший два популярных вида спорта — конный и охоту. В Москве первым охотничьим изданием, поддержавшим развитие спорта и объединившим сведения об охоте и смежных с ней темах, стал ежемесячный «Журнал охоты» (1852—1860, 1862) Г. Г. Мина. С. Т. Аксаков намеревался выпускать журнал «Охотничий сборник» с 1853 года, но идея не реализовалась: правительство отказало в разрешении по политическим мотивам.
«Золотым веком» охотничьей журналистики считаются 1870—1890-е годы. Вслед за изменением социально-экономической и политической картины русской жизни увеличилось и количество охотничьих изданий. Это были политематические охотничьи издания, которые публиковали материалы об охоте и на смежные с ней темы. Охота в обществе стала рассматриваться как вид промысла, постепенно дистанцировалась от спорта и стала самостоятельным предметом изучения. Охоту стали рассматривать и как форму проведения научных изысканий с последующим всесторонним обсуждением полученных данных на страницах журналов и на заседаниях охотничьих обществ, и как средство воспитания и образования, и как отрасль народного хозяйства, и как угрозу для природного мира. Первым, кто перенёс охоту в сферу научных интересов, стал Л. П. Сабанеев, в содружестве с С. А. Усовым основавший сборник «Природа» (1872—1877) и ежемесячник «Природа и охота» (1878—1912). Снижение популярности псовой охоты поставило вопрос о сохранении ценных пород охотничьих собак, потребовавший объединить специалистов-кинологов и привлечь общественность к проблеме охотничьего собаководства. В периодической печати стало развиваться кинологическое направление, образцом которого стали «Журнал охоты» (1890—1893) А. Е. Корша и журнал «Охота. Всеобщее охотничье обозрение» (1891—1893) Д. П. Вальцова. Все журналы объединяли общие целевые установки, проблемно-тематические блоки, состав сотрудников.
К началу XX века сформировался тип бюджетной печати для массового читателя. Возникла дифференциация изданий по целевому назначению и по характеру аудитории. Появились образовательно-просветительские журналы для читателей, мало знакомых с охотничьей литературой, недорогие общедоступные журналы. По всей стране распространились охотничьи клубы и общества, чью деятельность поддерживали собственные печатные органы.
Вместе со всей охотничьей отраслью охотничья периодика в начале XX века переживала кризис. Как отметил К. А. Алексеев, критически изменилась аудитория: подписчиками и, зачастую, авторами охотничьих журналов второй половины XIX века были помещики, а в XX веке охотниками стали представители среднего класса, не имевшие времени писать в журналы и предпочитавшие читать их бесплатно в библиотеках своих охотничьих обществ. Изменилось социально-экономическое значение охоты, само это занятие утратило привлекательность и массовость. Снижению численности охотников немало способствовали войны и революции, а также отсутствие ясности в вопросе прав на землю и землепользование. Уменьшение числа потенциальных подписчиков, которых и без бурных событий начала века в России «у охотничьих изданий никогда не было особенно много» (С. В. Озеров), привело к резкому уменьшению количества изданий охотничьей тематики. Политическая ситуация скорректировала контент: охотничьи журналы стали размещать статьи на общественно-политические темы. Сыграло роль и прекращение финансирования со стороны охотничьих обществ. К 1914 году на рынке охотничьих изданий осталось лишь несколько журналов, и ни один из них не пережил Первую мировую войну и революцию.
Первый охотничий журнал революционного времени «Охота для всех» (1918—1921), вышел в июне 1918 года и открыл советский период истории русской охотничьей периодики. В отличие от дореволюционных изданий, представлявших главным образом любительскую охоту, новый журнал поставил во главу угла интересы охотничьего дела и задал тон последовавшим за ним изданиям. Журнал «Уральский охотник» (1924—1933) в программном заявлении писал: «Охоту надо рассматривать не только как могучую, почти стихийную страсть увлекающегося ею человека, но прежде всего и раньше всего — как крупную отрасль народного хозяйства, как источник существования многих миллионов трудящегося промыслового населения».
В период новой экономической политики, когда возобновился экспорт пушнины и охота стала коммерчески выгодной, охотничьи периодические издания стали возникать по всей стране — в столицах и в провинции. Областные, губернские и даже уездные союзы промысловых охотников начали издавать свои собственные журналы, большинство из которых из-за финансовых и технических трудностей продержались недолго: «блеснув как метеор первым номером, они быстро, как и надлежит метеору — исчезали». В 1920-е годы возникли и закрылись десятки периодических изданий. Охотничья журналистика этих лет была разнообразной, «щедрой и яркой». Среди оставивших наиболее заметный след в истории охотничьей прессы — журналы «Охотник Сибири» (1923—1937), «Уральский охотник» (1924—1933) и столичный «Охотник» (1924—1931).
По мере сворачивания НЭПа и распространения колхозов многоцветье охотничьей прессы стало тускнеть, а после ликвидации охотничьей интегральной кооперации, которая перевела охотников в разряд обычных колхозников, что, по сути, означало конец отрасли, большинство изданий закрылись. В конце 1930-х годов остались только два: ориентированный на пушной промысел «Советский охотник» (1938—1941) и журнал Военно-охотничьего общества «Боец-охотник» (1930—1940).
Умолкшая на время Великой отечественной войны, советская охотничья периодика возрождалась в виде местных бюллетеней Военно-охотничьего общества, которые в 1966 году были централизованы в единый орган ВВОО журнал «Охотник». Издание стало идейным преемником довоенного «Бойца-охотника»: оно популяризировало охоту как средство «развития у бойцов и командиров ловкости, смелости, выносливости, находчивости, наблюдательности, навыков в стрельбе, ходьбе, ориентировке и прочих качеств». Единственное в послевоенном СССР массовое охотничье издание — журнал «Охота и охотничье хозяйство», основанный в 1955 году, — стремилось продолжать заложенные в дореволюционный период традиции охотничьей прессы и при этом отражало превращение охотничьего промысла в отрасль экономики характерными для того времени передовыми и публикациями об организации охотничьего хозяйства. Эти два издания продолжают выходить и в постсоветской России, являясь старейшими на рынке охотничьей периодики. Научно-производственная охотничья тематика была представлена реферативным журналом и сборниками статей о передовом опыте охоты и звероводства.
После распада Советского союза и либерализации экономики и печати вновь стали возникать разнообразные журналы и газеты об охоте и для охотников. Многие из них быстро исчезли, а другие успешно существуют. В современном информационном пространстве издания, посвящённые любительской или спортивной охоте, стали частью «досуговой журналистики для мужской аудитории», при этом специализированные рекламные, военно-охотничьи, научно-популярные и научно-производственные охотоведческие и охотохозяйственные издания продолжают занимать своё место в спектре охотничьей периодики России.
Охотничьи периодические издания в России на протяжении всей истории были плодом самоотверженного труда энтузиастов, страстно увлечённых охотой, знающих и любящих всё, что с ней связано. «Вести специальный русский охотничий орган и в спокойное мирное время было делом крайне трудным и неблагодарным. Те из них, которые не были на содержании министерства внутренних дел или не являлись рекламным листком какой-нибудь фирмы, обыкновенно создавались и существовали за счет страстной любви к делу охоты и железной энергии своих создателей и обычно не переживали их», писал С. А. Бутурлин в 1926 году. «Судьба охотничьих изданий и прочих охотничьих мероприятий, за которые берутся не охотники, обычно не бывает успешной», отметил М. В. Булгаков на границе тысячелетий. Имена издателей, редакторов и авторов охотничьих журналов — это имена людей, много сделавших для развития русской охоты, природоведения, охотоведения, зоологии, кинологии, оружиеведения, сохранения животного мира, для специальной и художественной русской охотничьей литературы.

## Список русских охотничьих периодических изданий

### Легенда
В сортируемых таблицах, отдельных для дореволюционного, советского и постсоветского периодов, приведены хронологические списки журналов, газет и т. п. периодических изданий с заявленной или фактической периодичностью выхода не менее двух раз в год. В колонке «годы выхода» указаны месяц и год начала и конца выпуска; месяц не указывается, если первый номер вышел в январе, а последний — в декабре, а также если точные сведения отсутствуют в источниках. Под издателем в списке обычно понимается лицо, несущее расходы по изданию и участвующее в организации издательского процесса.
Описания изданий начинаются с кратких сведений, обозначенных пиктограммами:
- 🗓 — периодичность издания: Н — неделя, М — месяц, 2М — каждые 2 месяца, ½М — 2 раза в месяц и т. п.;
- ⍐ — формат издания (высота страницы в сантиметрах);
- ≣ — объём издания (число страниц, обычно без учёта обложки);
- 🗍 — тираж, в тыс. экз. Для изданий постсоветского периода тираж не приводится, так как достоверных данных нет: в самих изданиях часто указывается т. н. «установочный тираж», не имеющий ничего общего с реальным. Кроме того, с развитием электронной периодической печати тираж уже не свидетельствует о распространённости издания.

В квадратных скобках приводятся надзаголовки или подзаголовки издания. Подписная цена, если она имеется в описании, указана для годовой подписки с учётом доставки.
В колонке ссылок пиктограммами обозначены:
- 👁 — ссылка на библиотечный ресурс, предоставляющий онлайн-доступ к полному или частичному архиву издания;
- 🌏︎ — ссылка на официальный сайт издания.

Почти все периодические издания представлены в каталогах какой-либо из крупных библиотек, но ссылки на них приведены только в тех строках, где нет ссылок на описания изданий в иных источниках.

### Охотничьи периодические издания Российской Империи
| Название                                                  | Годы выхода   | Годы выхода  | Место                                            | Издатель | Редактор | Информация | Ссылки                     |
| Название                                                  | начало        | конец        | Место                                            | Издатель | Редактор | Информация | Ссылки                     |
| --------------------------------------------------------- | ------------- | ------------ | ------------------------------------------------ | --- | --- | --- | -------------------------- |
| Журнал коннозаводства и охоты                             | 1842          | 1864         | Санкт-Петербург                                  | Комитет Государственного Коннозаводства; Главное управление государственного коннозаводства | Реутт Н. М. (по 1854 г.); Огильви А. А., Бородин А. Н., Граевский Н. В. (с 1855 г.); Розенгейм М. П. (с 1864 г.)                                                                                         | 🗓 М ⍐ 28 ≣ 120 🗍 0,4 ● Ведомственное издание научно-популярного типа. Подписная цена 7 руб., с 1855 г. 10 руб. Среди известных сотрудников Н. В. Кукольник, А. К. Толстой, А. М. Венцеславский. После ухода Н. М. Реутта раздел охоты уменьшился и в 1864 году совсем исключён из-за недостатка материалов. С 1865 года журнал продолжил выходить под названием «Журнал коннозаводства». | [ 4 ] [ 28 ] [ 29 ]        |
| Газета лесоводства и охоты                                | 1855          | 1859         | Санкт-Петербург                                  | Министерство государственных имуществ | Арнольд Ф. К. (по 1857 г.); Шелгунов Н. В. (в 1858 г.); Коноплин П. А. (с № 19 1858 г. по № 22 1859 г.); Зобов Н. М. (с № 23 1859 г.)                                                                    | 🗓 М ≣ 16 ● Издание выходило по субботам с ежемесячным приложением «особого сборника статей». Подписная цена 6 руб. 50 коп. Помимо официальных документов, размещены публикации Д. Я. Далматова, А. С. Афанасьева-Чужбинского, Н. А. Основского. За весь период издания газета опубликовала около 200 статей, очерков и рассказов об охоте. С 1860 года газета слилась с Журналом Министерства государственных имуществ. | 👁                          |
| Журнал охоты                                              | 1858 1862     | 1860 1862    | Москва                                           | Мин Г. Г. | Мин Г. Г. | 🗓 М ⍐ 28 ≣ до 75 🗍 0,4 ● Издание научно-популярного типа, публиковало серьёзные и интересные статьи, отличалось хорошей полиграфией. Журнал издавался в сотрудничестве с С. Т. Аксаковым и К. Ф. Рулье. Печатались А. Ф. Васьков, Н. Ф. Бунаков, Е. С. Прокудин-Горский, Ф. А. Арсеньев, С. А. Ладыженский Журнал имел не более 200 подписчиков и закрылся через три года из-за отсутствия средств. Возобновился ещё на один год «по просьбе охотников». Подписная цена 8 руб. 50 коп. / 10 руб. | 👁                          |
| Журнал охоты и коннозаводства                             | 1869          | 1874         | Санкт-Петербург                                  | Паули А. Ф. (по № 30 1871 г.); Ильин В. И. (с № 31 1871 г.); Гиероглифов А. О. (с 1873 г.) | Паули А. Ф. (по № 49 1870 г.); Николаев А. (с № 50 1870 г.); Ильин В. И. (с № 31 1871 г.); Богданов М. Н. (в 1874 г.)                                                                                    | 🗓 ½М/Н ⍐ 32/39 ≣ 16/8 ● [для любителей: охоты, рыбной ловли, лошадей, скачек (спорта), акклиматизации животных и пр.] Выходил два раза в месяц, объём 16 страниц, в 1871 году еженедельно в газетном формате на 8 полосах. Богато иллюстрирован. В журнале публиковались А. М. Бутлеров, Д. А. Вилинский, Л. П. Сабанеев, В. К. Хлюдзинский. Прекратил деятельность из-за длительной научной командировки редактора и ведущих сотрудников. | [ 4 ] [ 11 ] [ 32 ] [ 33 ] |
| Журнал Московского общества охоты                         | 1870 май      | 1870 декабрь | Москва                                           | Московское общество охоты | Делоне Б. П. | 🗓М ≣ 80 ● Подписная цена 8 руб. Вышло 8 номеров: издание собрало лишь 41 подписчика и прекращёно из-за отсутствия интереса к нему. | [ 32 ] [ 34 ]              |
| Журнал охоты                                              | 1874          | 1877         | Москва                                           | Императорское общество размножения охотничьих и промысловых животных и правильной охоты | Сабанеев Л. П. | 🗓 М ⍐ 27 ≣ до 64 🗍 1−1,2 ● Официальный орган Общества. Подписная цена в столицах 8 руб., с доставкой по России 9 руб. Каждый номер содержал 6-8 публикаций разного объёма и тематики, отчёты Общества. С журналом сотрудничали лучшие зоологи и охотники России: И. С. Тургенев, П. М. Мачеварианов, Л. Н. Ваксель, А. С. Вышеславцев, Д. А. Вилинский и др. Из-за убыточности и исчезновения у Общества потребности в официальном органе, журнал был передан в собственность Л. П. Сабанееву и прекратил самостоятельное существование, слившись с журналом «Природа». Объединённое издание получило название «Природа и охота»                                                                                                  | [ 9 ] [ 11 ] [ 32 ] [ 35 ] |
| Охотничьи записки                                         | 1876 январь   | 1876 январь  | Москва                                           | Кишенский Д. Д. | Кишенский Д. Д. | 🗓 М ≣ 66 ● Ежемесячное приложение к журналу «Для всех» (1876—1878). Содержало статьи, очерки и рассказы. Вышел единственный номер. | [ 24 ]                     |
| Природа и охота                                           | 1878          | 1912 июнь    | Санкт-Петербург (по 1879 г.); Москва (с 1880 г.) | Сабанеев Л. П. (по 1891 г.); Сабанеев Л. П., Туркин Н. В. (с 1892 г.); Туркин Н. В. (с 1898 г.) | Сабанеев Л. П. (по 1891 г.); Сабанеев Л. П., Туркин Н. В. (с 1892 г.); Туркин Н. В. (с № 4 1898 г.) | 🗓 М ⍐ 25 ≣ 100−250 [Ежемесячный иллюстрированный журнал] Орган Общества размножения охотничьих и промысловых животных и правильной охоты (с № 4 1902). Образовалось слиянием изданий «Природа» и «Журнал охоты». Самое заметное и объёмное охотничье периодическое издание. Подписная цена (с приложением «Охотничья газета») 15 руб. Солидный академический журнал, ориентировавшийся на образованного читателя, интересующегося охотой, рыбалкой, собаководством. | 👁                          |
| Охотник                                                   | 1887 август   | 1889         | Москва                                           | Нейбюргер М. И. | Нейбюргер М. И. | 🗓 Н ⍐ 35 ≣ 16 ● [Еженедельный иллюстрированный журнал, посвящённый всем отраслям спорта] По тематике и характеру публикаций представлял собой спортивное издание широкого профиля, но не менее половины объёма отводилось вопросам охоты. Распространялся в России и за границей. | [ 4 ] [ 11 ] [ 24 ]        |
| Охотничья газета                                          | 1888          | 1912 ноябрь  | Москва                                           | Сабанеев Л. П. (по 1899 г.); Туркин Н. В. (1890—1891 гг. и с 1898 г.); Сабанеев Л. П., Туркин Н. В. (1892—1898 гг.) | Сабанеев Л. П., Туркин Н. В.; Туркин Н. В. (с 1898 г.) | 🗓 Н ≣ 8−12 ● [Иллюстрированное еженедельное издание] Орган Императорского общества размножения охотничьих и промысловых животных и правильной охоты (с № 14-15 1902 г.); орган Общества любителей породистых собак и Русского общества любителей фокстерьеров и такс (с 1904 г.). До 1890 и с 1892 года выходила как бесплатное приложение к журналу «Природа и охота». 50 номеров в год. Публиковала материалы и дискуссии по всем разделам охотничьей тематики. | [ 5 ] [ 11 ] [ 38 ] [ 39 ] |
| Журнал охоты                                              | 1890 сентябрь | 1893         | Москва                                           | Корш А. Е. | Корш А. Е. | 🗓 М/2М ⍐ 24 ≣ 180−220 ● [Ежемесячное иллюстрированное издание], с 1891/92 гг выходил 6 раз в год. Орган Московского общества охоты (с № 2 1891/92 г.). Начало подписного года — сентябрь, подписная цена 13 руб. Печатался на дорогой бумаге, с цветными обложками. Включал 17−20 материалов аналитического, художественного публицистического и информационного характера. Ориентировался прежде всего на псовую охоту и собаководство. Размещал материалы по практической охоте: мемуары, статьи об оружии, отчёты о выставках охотничьих собак, охотничьи рассказы. Публиковал статьи известных заводчиков: Н. П. Ермолова, С. В. Озерова, Н. П. Кишенского, Д. П. Вальцова, С. С. Кареева. Закрылся из-за недостатка средств. | [ 4 ] [ 9 ] [ 38 ]         |
| Русский охотник                                           | 1890          | 1895         | Москва (по 1894 г.); Санкт-Петербург (1895 г.)   | Урусов В. П.; Урусов В. П., Колесников Е. Е. (№ 6−49 1892 г.); Саутам В. А. (1895 г.) | Урусов В. П. Урусов С. П. (по № 5 1892 г.); Савостицкий Н. Г. (с № 6 1892 г.); Урусов С. П. (1895 г.) | 🗓 Н ⍐ 32 ≣ 16 ● [Еженедельный иллюстрированный охотничий журнал; …журнал охоты и животноводства (с 1893 г.); …журнал охоты, естествознания и животноводства (с № 15 1984 г.)] Орган отделения охоты Императорского Русского общества акклиматизации животных и растений (c № 46 1890 г.). Подписная цена 6 руб. Ориентировался на широкого читателя. Содержал материалы по животноводству, собаководству, охоте на зверей и птиц, рыболовству, охотничьи рассказы, значительная часть площади отводилась профильной рекламе. В 1894 году из-за болезни издателя вышло всего 11 номеров в сокращённом формате. | [ 4 ] [ 37 ] [ 38 ]        |
| Приволжский вестник охоты                                 | 1890 сентябрь | 1892 май     | Саратов                                          | Телепнев П. И., Тхоржевский К. В. | Тхоржевский К. В. | 🗓 Н ≣ 16 ● [Иллюстрированный еженедельный журнал] Первый в России провинциальный охотничий журнал. Большого формата, печатался на хорошей бумаге. Начало подписного года — сентябрь. В журнале размещены статьи А. П. Ивашенцова, Г. М. Риниери, П. Г. Черкасова, произведения Н. Н. Каразина, И. А. Салова, П. П. Гнедича. | [ 38 ] [ 40 ]              |
| Дневник охотника                                          | 1891          | 1893 август  | Москва                                           | Корш А. Е. | Корш А. Е. | 🗓 Н ≣ 8 ● Газета, еженедельное приложение к «Журналу охоты». Публиковала оперативную информацию, сообщения Московского общества охоты, статьи К. В. Мошнина, С. В. Озерова, С. С. Кареева, А. В. Полторацкого, не содержала иллюстраций. Издание прекратилось после № 32 за 1893 год. | [ 41 ]                     |
| Охота                                                     | 1891 сентябрь | 1893 август  | Санкт-Петербург                                  | Общество поощрения полевых достоинств охотничьих собак и всех видов охоты | Вальцов Д. П. | 🗓 ½М ⍐ 35 ● [Всеобщее охотничье обозрение] Теоретическое и информативное издание, не публиковавшее беллетристику и выходившее без иллюстраций вплоть до ребрендинга в мае 1893 г. Подписная цена 7 руб. Издание ориентировалось на псовую охоту. Публиковало отчёты о выставках и садках Общества, статьи Д. Б. Голицына, В. Р. Дица, известного охотника и борзятника Н. Н. Бибикова, Д. П. Вальцова. | [ 4 ] [ 41 ]               |
| Псовая и ружейная охота                                   | 1894 ноябрь   | 1907         | Венёв Тула (с № 7 1894/95) Москва (с 1904 г.)    | Озеров С. В. (№ 1 1894/95, с № 7 1899/1900 по № 46 1902/03); Курдюмов И. Г., Озеров С. В. (с № 2 1894/95 по № 30 1895/96); Ширинский-Шихматов Д. И., Курдюмов И. Г., Озеров С. В. (с № 31 1895/96 по № 6 1899/1900); Московское общество охоты (с 1904 г.) | Озеров С. В.; Мошнин К. В. (с 1904 г.) | 🗓 Н/½М ⍐ 32 ≣ 16 ● [Еженедельный иллюстрированный журнал по всем отделам охоты, технике оружия, собаководству, дичеразведению и пр.] Орган Киевского отдела Императорского общества правильной охоты, впоследствии нескольких отделов и региональных обществ. Начало подписного года — ноябрь (по 1902/03 г.). С 1904 года выходил 2 раза в месяц. По авторитету и популярности не уступал «Природе и охоте» Л. П. Сабанеева, журнал объединил академизм с доступностью, остротой и готовностью к полемике. С 1908 года стал выходить под названием «Семья охотников». | [ 4 ] [ 41 ] [ 42 ]        |
| Псовая и ружейная охота                                   | 1897          | 1907         | Тула Москва (с 1904 г.) Тула (с апреля 1906 г.)  | Озеров С. В. (по 1903 г.); Московское общество охоты (с 1904 г.) | Озеров С. В.; Мошнин К. В. (с 1904 г.) | 🗓М ⍐ 25 ≣ до 200 ● Ежемесячное приложение к еженедельному журналу «Псовая и ружейная охота». Книги содержали более объёмные версии статей еженедельника, беллетристику и мемуары. Книги за 1897—1898 год выпущены также вторым изданием в сокращённом виде. | [ 41 ]                     |
| Охотничий вестник                                         | 1901          | 1918 июль    | Москва                                           | Тарнопольский А. В. под номинальными именами; Товарищество «Охотничий вестник» (с 1907 г.) | Гальяр В. Д.; Маноцков С. И. (с № 24 1903 г. и 1905 г.); Яблонский Н. И. (с № 9 1904 г.); «Преемники С. И. Маноцкова» (с № 9 1905 г.); Алексеев С. Н. (с № 2 1907 г.); Туркестанов И. Н. (с № 3 1916 г.) | 🗓 М/2Н ⍐ 35 ≣ 16−20 🗍 до 20 ● [Ежемесячный (c 1902 г. двухнедельный) художественно-иллюстрированный журнал; … ружейной и псовой охоты, собаководства, рыболовства, оружейной техники и охотничьей беллетристики (с № 11 1903 г.); …по всем отраслям охоты (1907) и природоведения (1916)] Первый журнал, представлявший коммерческие интересы оружейных магазинов. Выходил большим тиражом. Подписная цена от 2 руб. (1901 г.) до 7 руб. (1917 г.) | 👁                          |
| Охотничье дело                                            | 1901          | 1903         | Москва                                           | Туркин Н. В. | Туркин Н. В. | 🗓 М ≣ 16 ● [Ежемесячное иллюстрированное издание] Размещало в основном сокращённые перепечатки из «Охотничьей газеты» и материалы без указания авторства. Подписная цена 2 руб. | [ 44 ]                     |
| Могилёвский листок сельского хозяйства и охоты            | 1901          | 1905         | Могилёв                                          | Могилёвское общество сельского хозяйства | Королько А. М., Кербель Р. В. (№ 19-27 1905 г.) | 🗓 Н ≣ 4−6 ● Газета, с января по сентябрь 1901 выходила как приложение к газете «Могилёвские губернские ведомости». Материалы об охоте публиковались нерегулярно. | [ 45 ] [ 46 ]              |
| Охота                                                     | 1902 декабрь  | 1906 май     | Тула (по 1903 г.) Москва (с 1904 г.)             | Озеров С. В. (по 1903 г.); Оппоков И. К. (с 1904 г.) | Озеров С. В.; Оппоков И. К. (с № 12 1903 г.) | 🗓 М/2Н ≣ 14−16 🗍 ● [Общедоступный ежемесячный иллюстрированный журнал (по 1903 г.); иллюстрированный двухнедельный временник (1905 г.)] Наполнялся материалами «Псовой и ружейной охоты» с упрощённым стилем изложения. В доступной форме представлял сведения об охотничьих ружьях, правилах охоты, методах лечения животных. Подписная цена 1 руб. 40 коп., с 1903 года 2 руб. Выходил с приложением «Литературные вечера», печатавшим охотничью беллетристику. | [ 42 ] [ 44 ]              |
| Литературные вечера                                       | 1903          | 1907         | Тула (1903 г.); Москва (с 1904 г.)               | Озеров С. В. (1903 г.); Оппоков И. К. (с 1904 г.) | Озеров С. В. (1903 г.); Оппоков И. К. (с 1904 г.) | 🗓 М/½М ⍐ 19 ≣ 30−40 ● Бесплатное приложение к журналу «Охота». В брошюрах печаталась исключительно охотничья беллетристика, как правило, одновременно с публикацией в журнале «Псовая и ружейная охота». С 1904 года выходил с годичной пагинацией. В 1906 году журнал выходил 2 раза в месяц в двух вариантах: как самостоятельный журнал с расширенной программой и в виде приложения к «Охоте» в уменьшенном объёме и с преимущественно охотничьими произведениями. В 1907 году приложение не издавалось, а журнал прекратился после № 7. | [ 44 ]                     |
| Сообщения Русского общества любителей фокстерьеров и такс | 1903          | 1904         | Санкт-Петербург                                  | Русское общество любителей фокстерьеров и такс | Тамплин Р. В., Бено К. А. (1903 г.); Бено К. А., Рихтер К. Г. (1904 г.) | 🗓 М ≣ 8−12 ● [Специальный и независимый орган кинологии и охоты] Иллюстрированный журнал. После прекращения издания с 1905 года Общество размещало свои сообщения в «Охотничьей газете». | [ 47 ] [ 48 ]              |
| Литературные приложения к журналу «Охотничий вестник»     | 1904          | 1904         | Москва                                           | Маноцков С. И. | | 🗓 2М ⍐ 18 ≣ 64−122 ● Изданы в качестве иллюстрированного дополнения к литературному отделу журнала за дополнительную подписную плату 30 коп. Помимо беллетристики невысоких литературных достоинств опубликованы рассказы и стихи Н. А. Вербицкого, Д. А. Вилинского, Н. И. Яблонского, переводной труд «Искусство стрельбы из нарезного оружия». Вышло 6 книг (годовой комплект). | [ 49 ]                     |
| Русская охота                                             | 1905 декабрь  | 1908 март    | Санкт-Петербург                                  | Колб-Селецкий Л. В. | Колб-Селецкий Л. В. | 🗓 Н/½М ⍐ 22 ≣ 28−32 ● [для любителей природы, охоты, рыбной ловли и конского спорта] Журнал заявлен еженедельным, но в 1905—1906 годах вышло всего 6 номеров. С марта 1907 г. выходил 2 раза в месяц. В первое время с журналом сотрудничали известные авторы, но впоследствии издание испытывало недостаток в хороших материалах. | 👁                          |
| Охотничье оружие                                          | 1906          | 1909         | Москва                                           | Приложение к журналу «Охотничий вестник» | «Наследники С. И. Маноцкова» (1906 г.); Алексеев С. Н. (с 1907 г.) | 🗓 М ⍐ 35 ≣ 12−16 ● [Ежемесячный иллюстрированный журнал оружейной техники] Бесплатное приложение к журналу «Охотничий вестник». Первое издание на русском языке, полностью посвящённое оружию. | 👁                          |
| Собаководство                                             | 1906          | 1909         | Москва                                           | Приложение к журналу «Охотничий вестник» | Алексеев С. Н. | 🗓 М ⍐ 26 ≣ 16 ● [Ежемесячный журнал, посвящённый разведению, воспитанию и дрессировке охотничьих собак]. Бесплатное приложение к журналу «Охотничий вестник». С журналом сотрудничали известные собаководы А. С. Тюльпанов и М. Д. Менделеева | [ 45 ]                     |
| Наша охота                                                | 1907          | 1917         | Москва                                           | Фокина А. Н. | Фокин Н. Н. (по 1914 г.); Фокина А. Н., Томкевич Н. Ф. (1915 г.); Фокина А. Н. (1916 г.) | 🗓 М/2Н ≣ 76−220/24−100 ● [Ежемесячный (с 1911 г. двухнедельный) журнал, посвящённый охоте ружейной, псовой и рыболовству (с 1916 г. — основанный Н. Н. Фокиным)]. С журналом сотрудничали С. А. Бутурлин, А. П. Ивашенцов, А. Н. Лялин, Н. П. Кишенский и др. Содержал разделы, посвящённые оружию, собаководству, охоте на зверей и птиц, рыболовству; размещал беллетристику и обзорные научные статьи, в том числе из иностранной прессы, корреспонденцию с читателями, предлагал приложения. Из-за недостатка средств журнал выходил почти без иллюстраций, красоту страниц обеспечивали изящных шрифты. | [ 4 ] [ 17 ] [ 45 ] [ 51 ] |
| Семья охотников                                           | 1908          | 1914 июнь    | Москва                                           | Торсков А. А. (по № 11 1909 г.); Павлов С. Т. (с № 12 1909 г.); Сатинский В. Н. (с 1913 г.) | Торсков А. А. (по 1909); Поляков Г. И. (1910 г.); Павлов С. Т. (с 1911 г.); Сатинский В. Н. (с 1913 г.)                                                                                                  | 🗓 2Н ≣ 16 ● [Охотничий иллюстрированный журнал] Образован переименованием журнала «Псовая и ружейная охота». С 1913 года — орган Специального отделения псовой охоты Московского общества охоты. В 1913 году вышло 14 номеров, в 1914 — 8 номеров. С журналом сотрудничали А. В. Столяров, М. Г. Дмитриева-Сулима, В. С. Мамонтов, А. С. Тюльпанов, А. А. Ланской и другие. | [ 45 ]                     |
| Охотничий журнал для всех                                 | 1909 апрель   | 1910 март    | Москва                                           | Розвадовский И. Э. | Розвадовский И. Э. | 🗓 М ≣ 28−32 ● [Ежемесячный иллюстрированный журнал охоты] Печатался на тонкой дешёвой бумаге. Подписная цена 1 руб. Публиковал материалы, заимствованные из «Охотничьего вестника». | [ 52 ]                     |
| Приволжский охотник                                       | 1909 апрель   | 1909 апрель  | Царицын                                          | Пушкарёв М. З. | Пушкарёв М. З. | 🗓 Н-2Н ⍐ 28 ≣ 8 ● Журнал с переменной периодичностью: летом двухнедельник, зимой еженедельник. Подписная цена 4 руб. Содержал разделы беллетристики, публицистики и критических материалов. Вышел единственный номер журнала. | [ 8 ] [ 40 ] [ 52 ]        |
| Рыболов-охотник; Рыболов и охотник                        | 1909 июль     | 1916         | Вятка                                            | Кунилов Ф. П. Блювштейн А. И. (соизд. с № 9 1911 г. по 1914 г.) | Кунилов Ф. П. (по 1914 г.); Кунилов Ф. П., Богатырёв С. А. (с 1915 г.) | 🗓 М/2Н ≣ 16−32 ● [Ежемесячный (с 1912 г. двухнедельный) иллюстрированный журнал рыболовства, рыбоводства и охоты]. Преобладала тема спортивного рыболовства; охотничьий отдел усилился, когда в 1911 году его стал вести Н. И. Яблонский. В 1911—1912 годах выходил под заглавием «Рыболов и охотник». С 1913 года разделился на два отдела: охотничий «Охотник» и рыболовный «Рыболов-охотник», выходившие в одной обложке. | [ 52 ] [ 54 ]              |
| Охота                                                     | 1910 июнь     | 1911 июль    | Владимир                                         | Владимирское охотничье общество | Чарневский В. А. (1910 г.), Егоров П. В. (1911 г.) | 🗓М ≣ 8−16 ● Без иллюстраций. Большая часть площади была занята правилами и инструкциями для егерей и отчётами Общества, публиковались также охотничьи рассказы и фельетоны местных авторов. Подписная цена 2 руб. Вышло 7 номеров в 1910 году и два номера (один из них сводный, № 9-12) в 1911 году. | [ 55 ] [ 56 ]              |
| Русская охота                                             | 1910 декабрь  | 1911 март    | Москва                                           | Юзбашев А. Г. (1910 г.), Ковзан К. Л. (1911 г.) | Юзбашев А. Г. (1910 г.), Ковзан К. Л. (1911 г.) | 🗓 2Н ≣ 12−16 ● [Двухнедельный художественно-иллюстрированный журнал, посвящённый всем видам охоты] Выходил при журнале «Русский спорт». Подписная цена 4 руб. Журнал адресовался к состоятельному столичному читателю, но был бедно оформлен и не имел связей с авторитетными авторами. Вышли 1 номер в 1910 году и 5 номеров в 1911 году. | [ 55 ]                     |
| Голос охотника                                            | 1911          | 1911         | Санкт-Петербург                                  | Колб-Селецкий Л. В. (№ 1), Варгунин Н. (с № 2) | Колб-Селецкий Л. В. | 🗓 2Н ≣ 16 ● [Издание Кружка охотников для любителей природы, охоты и рыбной ловли] Всего вышло 3 номера. | [ 16 ]                     |
| Охотничье оружие, рыболов-любитель и собаководство        | 1911          | 1911         | Москва                                           | Приложение к журналу «Охотничий вестник» | Алексеев С. Н. | 🗓 М ≣ 16 ● Бесплатное приложение к журналу «Охотничий вестник». Объём 16 страниц. Содержал выборку статей из «Охотничьего вестника». | [ 16 ]                     |
| Охотничье оружие и собаководство                          | 1912          | 1913         | Москва                                           | Приложение к журналу «Охотничий вестник» | Алексеев С. Н. | 🗓 ⍐ 35 ≣ − 🗍 ● Бесплатное иллюстрированное приложение к журналу «Охотничий вестник». Объём от 16 страниц. Содержал выборку статей из «Охотничьего вестника», большая площадь отдана рекламе. | [ 16 ]                     |
| Охота                                                     | 1913 май      | 1916 июнь    | Санкт-Петербург (Петроград)                      | Общество поощрения полевых достоинств охотничьих собак и всех видов спорта | Разумовский В. И. (1913 г.), Яблонский Н. И. (с 1914 г.) | 🗓 М ≣ 90−150 ● [Ежемесячный журнал охоты и всех видов спорта] Один из самых респектабельных охотничьих журналов. Издание печаталось на хорошей бумаге в Сенатской типографии, содержало вклеенные тоновые фотографии на картоне и цветные репродукции картин. Издание освещало вопросы естествоведения, животноводства, промыслов, оружейной техники, рыболовства, значимые события в охотничьем сообществе России и других стран. Специальные разделы были посвящены скачкам и спорту в целом. Приоритет отдавался кинологической тематике и отчётам о садках борзых. С журналом сотрудничали В. Я. Генерозов, Н. Я. Динник, К. А. Сатунин, С. А. Качиони, Н. Н. Оглоблин.                                                       | [ 4 ] [ 16 ]               |
| Охотник                                                   | 1913          | 1918 июнь    | Вятка                                            | Кунилов Ф. П. Блювштейн А. И. (соизд. по 1914 г.) | Кунилов Ф. П.; Кунилов Ф. П., Богатырёв С. А. (с 1915 г.) | 🗓 М/½М ≣ 8−12 ● Охотничий отдел журнала «Рыболов и охотник», выходил в одной обложке с рыболовным отделом «Рыболов-охотник». В 1913 году выходил ежемесячно, в 1914—1916 годах два раза в месяц. Журнал публиковал перепечатки столичных изданий, иногда размещал рассказы Н. И. Яблонского, Л. Д. Александрова, И. Н. Евфратова, статьи В. Я. Генерозова. | [ 52 ]                     |
| Наши собаки                                               | 1914 февраль  | 1914         | Санкт-Петербург                                  | Петров И. Л. | Бурачков В. И. | 🗓 ½М ≣ 30 ● [Иллюстрированный кинологический журнал] Орган Русского общества любителей фокстерьеров и такс Санкт-Петербурга (с № 6). Выходил два раза в месяц. Объём 30 страниц. Подписная цена 10 руб. Помимо статей об охотничьих собаках и охоте, журнал публиковал материалы широкой кинологической направленности и поэтому, по мнению М. В. Булгакова, не может быть отнесён к охотничьей периодике. Вышло 8 номеров. | [ 16 ] [ 46 ]              |

### Охотничьи периодические издания советского периода
| Название                                                                                                | Годы выхода           | Годы выхода        | Место                                                               | Издатель | Редактор | Информация | Ссылки                      |
| Название                                                                                                | начало                | конец              | Место                                                               | Издатель | Редактор | Информация | Ссылки                      |
| --- | --------------------- | ------------------ | ------------------------------------------------------------------- | --- | --- | --- | --------------------------- |
| Охота для всех                                                                                          | 1918 июнь             | 1921               | Петроград                                                           | Петроградский союз охотников; Северный союз охотников (с декабря 1918 г.); Всероссийский союз охотников (с марта1919 г.) | Соловьёв Д. К. | 🗓 ½М ≣ 8−16 🗍 5 ● Орган Всеросийского союза охотников. Главной задачей журнала провозглашалась охрана дичи и борьба с охотничьей анархией. Интересы охотничьего дела поставлены во главу угла в ущерб технике спортивного ружия и беллетристике. В 1918 г. вышло 14 номеров (4 сдвоенных), в 1919 г. — 12 номеров в пяти книжках. В 1920 г. журнал не выходил, в 1921 г. вышло 8 номеров тиражом 2 тыс. экз. С июля 1921 г. органом ВСО стали «Известия ЦК Всероссийского производственного союза охотников и Центроохоты». | [ 23 ] [ 57 ] [ 58 ] [ 59 ] |
| Бюллетень Луганского союза охотников                                                                    | 1920                  | 1920               | Луганск                                                             | Луганский союз охотников | | Вышел единственный номер | [ 48 ]                      |
| Бюллетень Союза охотников Тверской губернии                                                             | 1920 сентябрь         | 1920 сентябрь      | Тверь                                                               | Союз охотников Тверской губернии | Папенгут П. Ф. | 🗓 ⍐ 22 ≣ 8 🗍 ● Формат школьной тетрадки, газетная бумага. Объём 8 страниц. Вышел единственный номер за 28 сентября | [ 23 ] [ 57 ]               |
| Диана                                                                                                   | 1920 июль             | 1920 сентябрь      | Москва                                                              | Московский отдел ВПСО Диана | Михайлов В. С., Кудрявцев А. П., Буякович Н. Г.                                                                    | 🗓 М ⍐ 23 ≣ от 48 ● [Ежемесячный журнал, посвящённый охоте и рыболовству] Орган Московского отдела «Диана» Всероссийского союза охотников. Без иллюстраций, сквозная нумерация страниц. Вышло 4 номера (3 книжки). | [ 23 ] [ 57 ]               |
| Охота и природа Амурского края                                                                          | 1920                  | 1924 март          | Благовещенск                                                        | Амурское народное общество правильной охоты; Амурский союз охотников и рыболовов (с № 10) | | 🗓 М ⍐ 24 ≣ до 48 🗍 до 0,75 ● [Журнал Амурского народного общества правильной охоты (по 1922 г.); …Амурского союза охотников и рыболовов (1924 г.)] Без иллюстраций. Печатал актуальные критические статьи. Выходил регулярно до номера 7/8, следующий № 9 издан лишь в августе 1922 года. На номере 10, вышедшем в марте 1924 с пометкой «журнал выходит непериодически», издание прекратилось | [ 23 ] [ 57 ] [ 60 ]        |
| Известия ИК Одесского губернского отдела Всероссийского производственного союза охотников               | 1921 ноябрь           | 1922 февраль       | Одесса                                                              | Одесский губернский отдел ВПСО | Дендрино Я. А. | 🗓 ⍐ ≣ 12 🗍 0,3 ● Газетный формат. Без иллюстраций. Вышли 3 номера | [ 23 ] [ 57 ]               |
| Известия ЦК Всероссийского производственного союза охотников                                            | 1921 июль             | 1922               | Петроград; Москва (с № 19)                                          | ЦК ВПСО | Редколлегия, Соловьёв Д. К.                                                                                        | ≣ 8 🗍 5 ● Официальное издание Союза. В номерах с 4 по 14 за 1921 год к заголовку добавлено «и Центроохоты». Издание публиковало официальные документы и хронику, с максимальной экономией места. Позднее журнал начал печатать и тематические статьи. Периодичность «по мере выхода». Тираж первого номера 2 тыс., остальных 5 тыс. экз. Всего вышло 26 номеров в 20 книжках. С 1923 г. вместо него стал выходить журнал «Охотничье дело». | [ 23 ] [ 57 ] [ 58 ]        |
| Охота и рыболовство                                                                                     | 1921 июль             | 1922 июль          | Вологда                                                             | | | 🗓 М ⍐ ≣ 16−24 🗍 1−3 ● [Ежемесячный научно-экономический и литературный журнал] Орган Вологодских губернских союзов охотников и рыбаков. В 1921 г. вышли 6 номеров (4 книжки) тиражом 3 тыс., в 1922 г. 6 номеров одной книжкой тиражом 1 тыс. экз. | 👁                           |
| Журнал охоты и рыболовства                                                                              | 1922 апрель           | 1923               | Елисаветград                                                        | Уездный совет Всеукраинского союза охотников и рыболовов | | 🗓 М ● Журнал публиковал материалы на общеохотничьи и местные темы, отчёты, дела дисциплинарного охотничьего суда. Вышло 6 номеров в 1922 году и 7 номеров в 1923 году. | [ 23 ]                      |
| Горно-Алтайский охотник                                                                                 | 1922                  | 1922               | Алтайск                                                             | Горно-Алтайский уездный кооперативный союз охотников | Коротков В. | ⍐ 21 ≣ 14 🗍 0,1 ● [Периодический журнал, посвящённый охоте и рыболовству] Орган Горно-Алтайского кооперативного союза охотников. Отпечатан на обёртночной бумаге. Вышел единственный номер, содержащий информацию о второй уездной конференции союза. | [ 23 ] [ 60 ]               |
| Лесное хозяйство и охота                                                                                | 1922 декабрь          | 1923 май           | Петроград                                                           | Губернские лесные отделы Северо-западной области | Горохов В. А. | 🗓 М ≣ 64 🗍 2 ● [Издание губернских лесных отделов Сев.-Западной области] Бюллетень. Публиковал статьи организационного характера по вопросам лесного и охотничьего хозяйства, охотничьи данные по отраслям, хронику. В 1923 г. после выхода № 5 слился с журналом «Лесопромышленность и топливо». Новое издание выходило под названием «Лесное хозяйство, лесопромышленность и топливо». | 👁                           |
| Охота                                                                                                   | 1922 октябрь          | 1923 март          | Москва                                                              | Московский губернский отдел ВПСО | Кудрявцев А. П. | 🗓 М ⍐ ≣ − 🗍 ● [Ежемесячный иллюстрированный журнал, посвящённый охоте и рыболовству]. Издание Московского губернского отдела Всероссийского (в 1922 г.: производственного) союза охотников. С журналом сотрудничали С. А. Бутурлин, Е. Ф. Корш, Д. К. Соловьёв, В. Я. Генерозов, М. Д. Менделеева-Кузьмина. Автор обложки — художник С. И. Ягужинский. Вышло 6 номеров. | [ 23 ]                      |
| Охота и спорт                                                                                           | 1922 сентябрь         | 1922 октябрь       | Петроград                                                           | Петроградский губернский отдел ВПСО | | 🗓 ½Н ⍐ 35 ≣ 48 🗍 3 ● [Издание Петроградского губернского отдела Всероссийского производственного союза охотников] Газета, выходила 2 раза в неделю. Всего вышло пять номеров. | 👁                           |
| Охотник                                                                                                 | 1922                  | 1922               | Витебск                                                             | | | Вышел единственный номер. | [ 23 ]                      |
| Охотник                                                                                                 | 1922 март             | 1922 март          | Саратов                                                             | | | 🗓 М ≣ 8 🗍 1 ● Орган Саратовского губернского союза охотников. Вышел единственный номер. | [ 23 ]                      |
| Псковский охотник                                                                                       | 1922 июнь             | 1922 июнь          | Псков                                                               | Исполком Псковского губернского отдела ВПСО | | 🗓 М ≣ 16 🗍 3 ● [Eжемесячный охотничий журнал] Издание исполкома Псковского губотдела ВПСО. С иллюстрациями. Вышел единственный номер. | [ 23 ] [ 62 ]               |
| Саратовский охотник                                                                                     | 1922 октябрь          | 1922 декабрь       | Вольск                                                              | Саратовский отдел ВПСО | Редколлегия | ⍐ 54 ≣ 6 🗍 1,5 ● Газета : орган Саратовского губотдела ВПСО. Вышли два номера. | 👁                           |
| Брянский охотник и рыболов                                                                              | 1923 июль             |                    | Брянск                                                              | Губправление ВСПО | | Орган Брянского отдела Всероссийского союза охотников. | [ 48 ]                      |
| Вестник охотничьего и рыбного промыслов Юго-Востока России                                              | 1923 июль             | 1924 май           | Ростов-на-Дону                                                      | Юго-Восточное представительство ЦК ВПСО и Кавкрайохота | Лерхе А. В. | 🗓 М ≣ 16−30 🗍 1,5−4 ● Орган Управлений Особоуполномоченного Народного Комиссариата земледелия по делам охоты, «Кавкрайохоты» и ЦК ВПСО на Юго-Востоке России и в республиках Закавказья. Первый номер вышел 4-тысячным тиражом на 30 страницах большого формата, впоследствии снизились тираж и объём, журнал часто выходил сдвоенными номерами и закрылся из-за отсутствия средств. Всего вышло 9 номеров (5 книжек). | [ 23 ]                      |
| Охота и рыболовство                                                                                     | 1923                  | 1923 ноябрь        | Харьков                                                             | Центральный совет Всеукраинского союза охотников и рыболовов | Аверин В. Г. | 🗓 М ⍐ ≣ до 220 🗍 2 ● [Ежемесячный иллюстрированный журнал, посвящённый всем видам охоты и рыболовства] Толстый журнал, оформлял и иллюстрировал художник-анималист В. Г. Аверин, брат редактора. Вышло 6 номеров (4 книжки). Преемник — журнал «Природа и охота на Украине» | [ 23 ]                      |
| Охотник                                                                                                 | 1923 январь 1924 март | 1923 май 1924 июль | Нижний Новгород                                                     | Нижегородский губернский отдел ВПСО (1923 г.); Клуб любителей кровного собаководства при Нижегородском губ. отделе КПСО (1924 г.) | Потехин Н. А. (1923 г.); Рождественский В. П., Тюльпанов А. С., Окрестин Я. Я. (1924 г.)                           | 🗓 М 🗍 0,6-1,0 ● [Ежемесячный жунал : Издание Нижегорородского губернского отдела Всероссийского производственного союза охотников (в 1923 г.); …Клуба любителей кровного собаководства при Нижегородском губернском отделе КПСО] Прекрасно оформленный журнал получил Большую золотую медаль первой выставки Донского отдела ВПСО в 1923 году. Прекратился из-за недостатка средств. | [ 23 ]                      |
| Охотник Алтая                                                                                           | 1923                  | 1925 апрель        | Усть-Каменогорск                                                    | Устькаменогорский уездный охотсоюз | Пермитин Е. Н. | 🗓 М ⍐ 30 ≣ 28 🗍 0,2-0,55 ● [Ежемесячный литературно-художественный журнал по всем отраслям охоты] Орган Семипалатинского губернского кооперативного-промыслового союза охотников; объединённый орган Семилатинского, Алтайского губернского и Ойротского губернского отделов кооперативно-промыслового союза охотников (с № 8/9 1924 г.). Первый номер напечатан тиражом 200 экз. на жёлтой бумаге, с рисованной от руки обложкой, к третьему номеру тираж увеличился до 550 экз. Журнал публиковал статьи и рассказы Е. Н. Пермитина, орнитологические заметки В. Н. Селевина, статьи о сибирском пушном хозяйстве, фельетоны, библиографию, письма читателей. Несмотря на отсутствие гонораров, с журналом постоянно сотрудничали С. А. Бутурлин, В. Я. Генерозов, М. Д. Зверев, Г. А. Велижанин, В. А. Селевин, С. В. Керцелли, Б. Е. Бегичев и другие. С № 2/3 1925 г. выходил под названием «Охотник Алтая и Средней Сибири» | [ 23 ] [ 60 ] [ 65 ] [ 66 ] |
| Охотничье дело                                                                                          | 1923                  | 1924 март          | Москва                                                              | | Соловьёв Д. К. (по № 6/7 1923 г.); Петрушин С. А. (с № 8/9 1923 г.); Редколлегия (1924 г.)                         | 🗓 М ≣ 48 ● Орган ЦК ВСО и Центрохоты (1923 г.); орган правления Всероссийского кооперативно-промыслового союза охотников. Выходил вместо «Известий ЦК Всероссийского производственного союза охотников и Центрохоты». Подписная цена 3 руб. С июня 1923 года выходил сдвоенными номерами, в 1924 году вышел один строенный номер. Издание прекратилось из-за раскола в ЦК ВПСО. | [ 23 ] [ 67 ]               |
| Северный охотник                                                                                        | 1923                  | 1923 май           | Вологда                                                             | Севпредцекохот | Рахманин Г. Е. | 🗓 М ≣ 16−20 🗍 1 ● Орган Северного областного полномочного представительства ЦК ВПСО. Помимо статей по актуальным проблемам печатал охотничьи рассказы и стихи, обзоры периодики. Вышло 5 номеров, из них один сдвоенный. | 👁                           |
| Туркестанский охотник                                                                                   | 1923 февраль          | 1924               | Ташкент                                                             | Совет Туркестанского союза охотников | Добрынин А. А. | 🗓 М ⍐ 29 ≣ 16−40 🗍 1−2 ● Орган Совета Туркестанского союза охотников; … Всетуркестанского союза охотников (с № 8/11 1923 г.); орган Краевого совета… (с 1924 г.). Без иллюстраций. Заявлен ежемесячным, но выходил строенными и счетверёнными книжками: в 1923 году вышло 5 книжек, в 1924 году — 3 книжки. С № 4/7 за 1923 г. включал раздел официальных документов на узбекском языке. В журнале публиковались статьи Д. Н. Кашкарова, Н. А. Крашенинников, Л. А. Молчанов, Н. А. Бобринский. С 1925 года стал выходить под названием «Средне-Азиатский охотник». | [ 23 ]                      |
| Южная охота                                                                                             | 1923 февраль          | 1924 июнь          | Одесса                                                              | | Белина-Белинович С. М. (1923 г.); Редколлегия (1924 г.)                                                            | 🗓 М ⍐ 25 ≣ 40−50 🗍 2−4 ● [Ежемесячный иллюстрированный журнал, посвящённый охоте и рыболовству; ежемесячный иллюстрированный журнал (в 1924 г.)] Орган Одесского губернского союза охотников и рыболовов (1923 г.), орган Одесского окружного отдела Всеукраинского союза охотников и рыболовов. Ориентировался на публикации о рациональном ведении охотничьего хозяйства и местной фауне и беллетристику; документы и отчёты помещал в литературном пересказе. В октябре-декабре 1923 года из-за расформирования одесского губсоюза охотников журнал не выходил. Возродившийся журнал ВУСОР политизировался и удвоил тираж. Закрылся из-за «незаинтересованности охотников» и финансовых затруднений. | [ 23 ] [ 59 ]               |
| Астраханский охотник                                                                                    | 1924 май              | 1924 май           | Астрахань                                                           | Астраханский кооперативно-промысловый союз охотников | Редколлегия | 🗓 М ≣ 38 🗍 2 ● [Ежемесячный журнал Астраханского кооперативно-промыслового союза охотников] Содержательный иллюстрированный журнал большого формата. Включал 6 отделов, включая литературный. Вышел единственный номер. | [ 23 ]                      |
| Ленинградский охотник и спортсмен                                                                       | 1924 октябрь          | 1925 январь        | Ленинград                                                           | | Новиков И. Г. | 🗓 М ⍐ 30 ≣ 48 🗍 4-5 ● [Ежемесячный журнал всех видов охоты, рыболовства и спорта] Объединённый орган Ленинградского губернского отдела Промыслово-кооперативного союза охотников и Окружного Комитета охоты и рыболовства Ленинградского военного округа. Печатался на глянцевой бумаге. Пропагандировал правильную охоту в её спортивном понимании, хотя и размещал лозунги в поддержку промысловой охоты. Печатались С. В. Керцелли, В. Я. Генерозов, Г. Г. Доппельмаир, знатоки охотничьих собак В. Ф. Корндорф и И. Ф. Кшесинский. Вышло 4 номера (3 книжки), издание прекращено по решению Всекохотсоюза как противоречащее корпоративным принципам. | [ 23 ]                      |
| Наша охота                                                                                              | 1924 июнь             | 1925 март          | Иваново-Вознесенск                                                  | | | 🗓 2Н ⍐ 27 🗍 1 ● Орган Иваново-Вознесенского губернского кооперативно-промыслового союза охотников. Иллюстрированный, клише рисунков предоставлял московский журнал «Охотник». Заявлен двухнедельным, однако вышли лишь 3 номера газетного формата в 1924 году и 2 номера в 1925 году. | [ 23 ]                      |
| Охотник                                                                                                 | 1924 июнь             | 1931 ноябрь        | Москва                                                              | Объединённое издательство Всероссийского и Московского губернского промыслово-кооперативных союзов охотников; … и Центральное управление лесами НКЗ РСФСР (№ 4-7 1924 г.); Изд. Всероссийского промыслово-кооперативного союза охотников (с 1925 г.); КОИЗ (с № 2 1931 г.) | Хускивадзе К. С. (по № 2 1925 г.); Матвеев Н. (с № 3 1925 г.); Скворцов Н. М. (в 1927 г.); Редколлегия (с 1928 г.) | 🗓 2Н/М ⍐ 30−35 ≣ 32−48 🗍 3−20 ● [Двухнедельный иллюстрированный журнал (1924 г.); иллюстрированный журнал охоты и рыболовства (с 1925 г.)] Орган Всероссийского союза промыслово-охотничьих кооперативных организаций (с 1928 г.) В 1924 г. назывался двухнедельным, но выходил ежемесячно. Подписная цена 4-5 руб. Первоначально журнал, возглавляемый неохотниками и поставивший себя в оппозицию провинциальным изданием, не пользовался симпатиями читателей. С приходом В. Н. Каверзнева журнал занял ведущую позицию, играл роль всесоюзной охотничьей трибуны, с ним сотрудничали М. М. Пришвин, Д. К. Соловьёв, переписку с читателями вёл С. А. Бутурлин. | [ 23 ] [ 67 ] [ 17 ]        |
| Природа и охота на Украине                                                                              | 1924                  | 1924 апрель        | Харьков                                                             | Издательство ВУСОР | | 🗓 2М ≣ от 200 🗍 2 ● Орган Всеукраинского союза охотников и рыболовов. Выходил вместо журнала «Охота и рыболовство» (1923, Харьков). Вышел единственный сдвоенный 400-страничный выпуск за январь-апрель. В обширом научном разделе опубликованы качественные статьи В. Г. Аверина, С. И. Огнёва, Н. В. Шарлеманя. Вместо него и журнала ВУСОР «Украинский охотничий вестник» с 1925 г. выходил журнал «Украинский охотник и рыболов». | [ 23 ]                      |
| Спорт и охота в Закавказье; Спорт и охота                                                               | 1924                  | 1926 июнь          | Тифлис                                                              | Армейский клуб военных знаний ККА; Инспекция физкультуры ККА (с № 3/4 1924 г.); Инспекция вневойсковой и физической подготовки ККА (с № 11/12 1924 г.); Закавказcкий совет физкультуры и Инспекция вневойсковой подготовки ККА (с № 3/4 1925 г.)                           | Мельников А. Н. | 🗓 М ≣ 50 🗍 1,5−3 ● [Ежемесячный науч.-попул. илл. журн.] Название «Спорт и охота в Закавказье» изменено на «Спорт и охота» начиная с № 6/7 за 1924 год. Подписная цена 7 руб. Приказом РВС журнал рекомендован к обязательной выписке всеми частями РККА. Разделён на отделы спорта и охоты с подотделами об охотничьем хозяйстве, природоведении, собаках и охотничьем оружии. Редактор отдела охоты Е. Л. Марков. Первые номера вышли тиражом 3 тыс. экз, с № 7/8 тираж сократился до 1,5 тыс. экз. | [ 23 ]                      |
| Украинский охотничий вестник                                                                            | 1924                  | 1924 июнь          | Харьков                                                             | Издательство ВУСОР | Аверин В. Г. | 🗓 М ⍐ 35 ≣ 36 🗍 2 ● Орган Всеукраинского союза охотников и рыболовов. Газетный формат, скромное оформление. Некоторые материалы печатались на украинском языке. Освещал все темы охотничьей жизни Украины, имелся отдел беллетристики. Вышло 6 номеров (3 книжки). С 1925 года вместо него и журнала «Природа и охота на Украине» выходил журнал «Украинский охотник и рыболов» | [ 23 ] [ 59 ]               |
| Уральский охотник                                                                                       | 1924                  | 1933 июнь          | Екатеринбург; Свердловск                                            | Екатеринбургский комитет Всесоюзного союза охотников; Правление Уральского областного союза охотников (с № 2 1924 г.); Изд. Уральский охотник (с 1927 г.); Изд. Уралохотсоюза (с 1928 г.); УралОГИЗ (с № 6 1931 г.)                                                        | Качиони С. С. (по № 2 1925 г.); Редколлегия (с № 3 1925 г.); Голубев Г. Н. (с 1930 г.)                             | 🗓 М/½М ⍐ 25 ≣ 48−78 🗍 2−5 ● [Ежемесячный журнал, посвящённый охоте и рыболовству (до 1928 г.)] Орган Уральского областного союза охотников (с № 2 1924 г.); Уральского областного кооперативно-промыслового союза охотников (с 1925 г.); Уральского областного союза охотничьих и рыбацких кооперативов (с № 3 1926 г.); Уральского областного союза охотничьих, рыбацких и интегральных кооперативов (с 1929 г.); областного союза охотничьих, рыбацких и интегральных кооперативов и Уралпушнины (с № 2/3 1933 г.). Подписная цена 7 руб., со второго года снизилась до 4 руб, затем, с ростом тиража, до 3 руб. Основное содержание составляли информационные и аналитические статьи, имелся большой отдел беллетристики. С журналом сотрудничали ведущие авторы России. В 1924 году награждён двумя золотыми медалями на охотничьих выставках в Ленинграде. С 1928 года выходил два раза в месяц. В январе-июне 1929 года выпускался в двух вариантах: двухнедельный и 40-страничный ежемесячный сборник, с июля выходили только ежемесячные номера. В 1932 году на № 6/7 издание приостановлено, в 1933 выпуск возобновился, но снова прекратился на № 6. | [ 14 ] [ 23 ] [ 72 ]        |
| Забайкальский таёжник                                                                                   | 1925                  | 1925 март          | Чита                                                                | Правление Забайкальского губернского кооперативно-промыслового союза охотников | Иванов М. Д. (№ 1−2); Софронов И. В. (№ 3)                                                                         | 🗓 М ⍐ 29 ≣ 16−20 🗍 0,5−1 ● [Ежемесячный журнал] Орган Забайкальского губернского кооперативно-промыслового союза охотников. Издание с выраженным производственным характером, печаталось на хорошей бумаге. Подписная цена 3 руб. Вышли 3 номера, последний — тиражом всего 500 экз. Издание прекращено по решению агитпропколлегии Забайкальского губкома РКП наряду с другими «мелкими» региональными изданиями, как неэффективное. | 👁                           |
| Надироба                                                                                                | 1925                  | 1926 апрель        | Тифлис                                                              | Союз охотников Грузии | | 🗓 М ⍐ 30 ≣ 32−45 🗍 ● [Журнал Союза охотников Грузии] На русском и грузинском языках. Обложки и иллюстрации Н. Н. Чернышкова. | [ 23 ]                      |
| Охотник Алтая и Средней Сибири                                                                          | 1925 февраль          | 1925 апрель        | Усть-Каменогорск                                                    | Устькаменогорский уездный охотсоюз | Пермитин Е. Н. | 🗓 М ⍐ 28 ≣ 40−42 🗍 0,8 ● Объединённый орган Семилатинского, Алтайского губернского и Ойротского губернского отделов кооперативно-промыслового союза охотников. Выходил с 1923 года под названием «Охотник Алтая», нумерация продолжающаяся. Вышло 3 номера. С мая 1925 года преобразовался в журнал «Охотник и пушник Сибири». | [ 23 ] [ 60 ]               |
| Охотник и пушник Сибири                                                                                 | 1925 май              | 1928               | Ново-Николаевск; Новосибирск                                        | Сибкрайиздат; Сибкрайохотсоюз (с 1927 г.) | Редколлегия; Пермитин Е. Н. (с № 8/9 1926 г.)                                                                      | 🗓 М ⍐ 25 ≣ 28−112 🗍 2,5−3,7 ● [Ежемесячный иллюстрированный научно-популярный и художественный журнал по всем отраслям охоты, пушного промысла и кооперативного строительства] Орган Сибирского представительства Всекохотсоюза, Губохотсоюзов (с 1926 г. — Окрсоюзов), Охоттовариществ Сибири, Сибземуправления и его местных органов; орган Сибирского краевого кооперативно-промыслового союза охотников и Сибземуправления (с № 6 1926 г.); ежемесячный журнал Правления Сибирского краевого союза охотничьих, рыбацких и интегральных кооперативов (с 1927 г.). Преемник журнала «Охотник Алтая», выходившего с 1923 года. Освещал тематику сибирского пушного промысла, борьбы с волками, охоткоперации; имелся большой отдел качественной беллетристики, обеспечившей культурное значение журнала. В издании печатались И. М. Залесский, Д. К. Соловьёв, Е. Н. Пермитин, Н. А. Зворыкин, А. П. Горчаковский, Н. А. Байков, Н. П. Смирнов, свои первые труды опубликовали В. Н. Скалон и М. Д. Зверев. Иллюстрировали издание В. И. Ромов и А. А. Туркин. Подписная цена 4 руб. С 1929 года журнал переименован в… «Охотник и рыбак Сибири»              | 👁                           |
| Охотничий вестник Северного Кавказа                                                                     | 1925 декабрь          | 1926 апрель        | Ростов-на-Дону                                                      | | Лерхе А. В. | 🗓 М ⍐ 35 ≣ 32 🗍 2 ● Орган Северо-Кавказского краевого кооперативно-промыслового союза охотников. В декабре 1925 г. тиражом 750 экз. вышел «пробный» специальный номер к Краевому съезду. В 1926 году выпущено 4 номера, иллюстрированных рисунками и фотографиями. В журнале напечатаны статьи, очерки и рассказы Г. П. Карцова, Г. Е. Рахманина, А. С. Тюльпанова, А. В. Лерхе, М. И. Пришвина. | [ 23 ]                      |
| Северная охота                                                                                          | 1925 ноябрь           | 1925 ноябрь        | Ленинград                                                           | Вестник Карело-Мурманского края | Звенев В. К. | 🗓 М 🗍 2,5 ● [Журнал всех видов охоты и рыболовства] Орган Наркомзема АКССР, Севзапоблземуправления РСФСР и Правления Мурманской железной дороги. Вышел единственный номер. | [ 23 ]                      |
| Средне-Азиатский охотник                                                                                | 1925                  | 1925 февраль       | Ташкент                                                             | Туркглавлит | Снимщиков Н. Ф. | 🗓 М ⍐ 29 ● Орган Краевого совета Средне-Азиатского союза охотников (Турккрайохоты). Журнал выходил с 1923 года под названием «Туркестанский охотник». Вышло два номера. | [ 23 ]                      |
| Украинский охотник и рыболов                                                                            | 1925                  | 1926               | Харьков                                                             | Центросовет ВУСОР | Фуфрянский А. Е.; Чумало Ф. С. (с № 4 1926 г.)                                                                     | 🗓 М ⍐ 35 ≣ 40 🗍3-5 ● Образован слиянием журналов «Природа и охота на Украине» и «Украинский охотничий вестник». Качественный журнал, печатался на хорошей бумаге и выходил регулярно. С 1927 года стал выходить под названием «Украiнський мисливець та рибалка» на украинском языке с отдельными публикацими на русском языке. | [ 23 ]                      |
| Охотник и рыболов                                                                                       | 1926                  | 1927 апрель        | Вятка                                                               | Вятское кооперативно-промысловое товарищество охотников | Кунилов Ф. П. | 🗓 М 🗍 1,8−2,5 ● [Ежемесячный журнал охоты и рыболовства; ежемесячный иллюстрированный журнал охоты, рыболовства и рыборазведения (с № 11/12 1926 г.)] Попытка возродить журнал, выходивший в Вятке в 1909—1918 годах. Печатался в том же формате, с теми же клише и шрифтом и с теми же авторами. Подписная цена 3 руб. За 1926 год тираж снизился с 2,5 до 1,8 тыс. экз., в марте 1927 г. Вятскгубохотсоюз принял решение о закрытии издания из-за недостатка средств. | [ 23 ] [ 75 ]               |
| Охотничий вестник Среднего Поволжья                                                                     | 1926 апрель           | 1926 ноябрь        | Самара                                                              | Самарское промыслово-кооперативное товарищество охотников | Воднев В. | 🗓 К ⍐ 30 ≣ 16 🗍 1 ● С журналом сотрудничал М. М. Пришвин. Всего вышло 3 номера: в апреле, июне и ноябре. | [ 23 ]                      |
| Саранский охотник                                                                                       | 1926                  | 1926               | Саранск                                                             | Саранский союз охотников | | ⍐ 23 ≣ 8 🗍 0,55 ● [Периодический листок Саранского союза охотников] Вышел единственный номер. | [ 23 ]                      |
| Охота и природа                                                                                         | 1927 ноябрь           | 1930               | Ленинград                                                           | Ленинградский губохотсоюз; Ленинградохотсоюз (с № 2 1928 г.); Леноблохотсоюз (с № 4 1928 г.) | Лебедев П. В.; Редколлегия (№ 8 1929 г); Ананьев Н. (№ 10/11 1929 г.); Мезенев А. П. (с № 12 1929 г.)              | 🗓 М/½М ≣ 16−40 🗍 10−20 ● [Журнал всех видов охоты и природоведения; с № 2 1929 двухнедельный журнал…] Подписная цена 3 руб 80 коп. В 1927 вышла пробная книжка без указания номера. В 1927—1928 годах ежемесячник, в 1929—1930 выходил два раза в месяц в половинном объёме. Отлично иллюстрированный, с яркими обложками и множеством рубрик, имелся большой отдел беллетристики. Печатались И. С. Соколов-Микитов, В. П. Правдухин, Н. А. Зворыкин, Д. К. Соловьёв, Г. Е. Рахманин, А. А. Ливеровский. | 👁                           |
| Охотничья газета                                                                                        | 1927 февраль          | 1933 апрель        | Москва                                                              | Кооперативно-промысловое товарищество Московский охотник; Всекохотсоюз и Московский охотник (с № 6 1930 г.) | | 🗓 ½М ⍐ 36−46 ≣ 8 🗍 4-30 ● Орган Всероссийского союза промыслово-охотничьих коопорганизаций (с № 5/6 1931 г.); орган Союзохотцентра (с 1932 г.); орган Союзохотцентра и Мособлохотсоюза (с № 40 1932 г.). Двухнедельное издание, с 1927 года по № 4 1931 г. выходило в форме журнала, с иллюстрациями на каждой странице. Содержало заметки, хронику, расказы. Печатались М. М. Пришвин, Н. П. Смирнов, Н. А. Зворыкин, И. С. Соколов-Микитов, В. П. Правдухин. Имелся объёмный отдел собаководства. В марте 1931 года издание было реорганизовано, стало выходить в форме газеты. Прекратилось в 1933 году, при ликвидации Всекохотсоюза: последний известный выпуск № 7 за 1933 год. | [ 23 ] [ 76 ]               |
| Охотник и рыбак Сибири                                                                                  | 1929                  | 1933               | Новосибирск                                                         | Сибкрайохотсоюз; Уполкомзаг по Запсибкраю и Запсибпушнина (с 1930 г.) | Пермитин Е. Н. (по № 1 1930 г.); Алексеев Н. К. (с № 2 1930 г.)                                                    | 🗓 М ⍐ 28 ≣ 64 🗍 6−12 ● [Ежемесячный журнал; ежемесячный охотничье-рыбацкий журнал (с № 8/9 1932 г.)]. Орган Правления Сибирского краевого союза охотничьих, рыбацких и интегральных кооперативов (по № 5 1930 г.: … при ближайшем участии СибЗУ и Сибкомсода); межсоюзный орган западно-сибирских и восточно-сибирских союзов охотничье-рыбацкой и интегральной кооперации (с № 8/9 1932 г.); орган Западно-Сибирского союза охотничьей и интегральной кооперации (с 1933 г.). Выходил с 1925 года под названием «Охотник и пушник Сибири». Подписная цена 4 руб. Сокращение объёма издания из-за дефицита бумаги компенсировано использованием мелкого шрифта, появились новые разделы. В 1931—1932 годах выходил на цветной бумаге, появились сдвоенные номера; в 1933 году вышло всего 6 номеров, тираж упал до 1 тыс. экз. С 1934 года журнал изменил название на «Охотник Сибири». | [ 23 ] [ 60 ]               |
| Боец-охотник                                                                                            | 1930 апрель           | 1940 август        | Москва                                                              | Издательство Военно-охотничьего общества МВО; ВОЕНГИЗ (с 1934 г.) | Никольский М. Н.                                                                                                   | 🗓 М ⍐ 24-27 ≣ 48−80 🗍2-50 ● Журнал военно-охотничьего общества: в 1930—1933 годах Московского округа, с 1934 года Всеармейского. Первоначально выходил в форме газеты. Помимо охоты и охотничьего хозяйства, освещал темы собаководства, стрелкового дела, рыболовства, публиковал беллетристику. Печатались М. М. Пришвин, Л. М. Леонов, В. Г. Лидин, К. А. Федин, А. С. Новиков-Прибой и другие. К 1940 году тираж достиг 50 тыс. экз. С сентября 1940 г. выходил под названием «Физкультура и спорт в Красной Армии». | [ 17 ] [ 77 ] [ 78 ] [ 79 ] |
| Красный охотник                                                                                         | 1930                  |                    | Новгород                                                            | Новгородское окружное промыслово-кооперативное товарищество охотников | | ⍐ 41 ≣ 4 ● Листок Новгородского окружного промыслово-кооперативного товарищества охотников | [ 80 ]                      |
| Путь охотника                                                                                           | 1931 апрель           | 1931 апрель        | Шадринск                                                            | Правление Шадринского товарищества охотников и рыбаков | Правление Шадринского товарищества охотников и рыболовов                                                           | ⍐ 41 ≣ 4 ● Газета-листовка Шадринского кооперативно-промыслового товарищества охотников и рыбаков. Вышел один номер. | [ 80 ]                      |
| Бюллетень Комитета охоты и рыболовства Ленинградского военного округа                                   | 1931 август           |                    | Ленинград                                                           | Комитет охоты и рыболовства ЛВО | Поляк М. | ⍐ 30 ● | [ 80 ]                      |
| Ныробский «охотник»                                                                                     | 1933                  |                    | Ныроб                                                               | | | ⍐ 30 ● Орган Чердынского райохотсоюза. | [ 80 ]                      |
| Уральский охотник                                                                                       | 1933                  | 1933               | Свердловск                                                          | Уральский союз охотинтегральной кооперации | | 🗓 10Д ⍐ 51 ● [Ежедекадная массовая газета охотинтегральной кооперации Урала]. Вышел единственный номер от 20 января | [ 80 ]                      |
| Охотник Сибири                                                                                          | 1934                  | 1937 август        | Новосибирск                                                         | | | 🗓 М ⍐ 28 ≣ 32−40 🗍 от 5 ● Орган Уполнаркомвнешторга, Запсибпушнины и Нарымского окринтегралсоюза; орган Уполкомзага СНК, Запсибпушнины и Нарымского окринтегралсоюза (№ 1−9 1936 г.); орган Уполкомзага СНК и Запсибпушнины; орган Уполкомзаг по Запсибкраю и Запсибпушнины (в 1937 г.). Выходил с 1925 г. под названием «Охотник и пушник Сибири», с 1929 г. под названием «Охотник и рыбак Сибири». Большая часть материалов посвящались коллективизации, широко освещалось стахановское движение среди охотников. С журналом сотрудничали П. М. Залесский, Н. М. Бергер, В. А. Селевин, М. Д. Зверев, Б. Ф. Белышев, А. И. Янушевич, А. А. Слудский, специалист по оленям Сибири А. И. Лихачев и другие. | [ 17 ] [ 23 ] [ 60 ]        |
| Военный охотник                                                                                         | 1935                  | 1935 август        | Ташкент                                                             | Военно-охотничье общество САВО | Ястребов Г. Г., Роговской Н. М., Байдалинов С.                                                                     | 🗓 М ⍐ 31 ● Газета военно-охотничьего общества Среднеазиатского военного округа. | [ 80 ]                      |
| Охотничий промысел                                                                                      | 1938 сентябрь         | 1939 апрель        | Москва                                                              | Заготиздат | | 🗓 М ⍐ 25 ≣ 48 ● Орган Народного комиссариата заготовок СССР. С № 5 за 1939 год выходил под названием «Советский охотник». | [ 48 ]                      |
| Советский охотник                                                                                       | 1939 май              | 1941 октябрь       | Москва                                                              | Заготиздат; Международная книга (с № 10 1939 г.) | | 🗓 М ⍐ 25 ≣ 48−64 🗍 10 ● [Ежемесячный журнал] Орган Народного комиссариата заготовок СССР; орган Главного управления пушно-мехового хозяйства НКВТ СССР (с № 10 1939 г.); орган Государственной охотничьей инспекции при СНК РСФСР (с № 7 1940 г.) Выходил с сентября 1938 г. под названием «Охотничий промысел». Подписная цена 18 руб (на 1941 год). Публиковал материалы по организации охотничьего и зверового хозяйства, промысловой и спортивной охоте, охотничьей фауне, собаководству, оружейной технике. Имелся литературный раздел. | 👁                           |
| Бюллетень Окружного совета Всеармейского военно-охотничьего общества Закавказского военного округа      | 1940                  | 1940 май           | Тбилиси                                                             | ОС ВВОО ЗакВО | | | [ 48 ]                      |
| Бюллетень Окружного совета Всеармейского военно-охотничьего общества Ленинградского военного округа     | 1945                  | 1962               | Ленинград                                                           | ОС ВВОО ЛВО | Комаров Н. А. (1945 г.); Туркин П. И. (1956 г.)                                                                    | 🗓 М−3М ⍐ 21 ≣ 40−56 | [ 48 ]                      |
| Информационный бюллетень Совета военных охотников Центральных управлений Министерства обороны Союза ССР | 1952                  | 1962               | Москва                                                              | Совет военных охотников СССР | | Периодичность 1-3 выпуска в год. | [ 48 ]                      |
| Новости охотничьего промысла                                                                            | 1952 июль             | 1952 декабрь       | Москва                                                              | ВНИИОП | Цепляева З. С. | ⍐ 26 ≣ 28−34 🗍 3−6 ● [Сообщения и рефераты] Издание Всесоюзного научно-исследовательского института охотничьего промысла, сборник без установленной периодичности. Согласно редакционному заявлению, издание было призвано распространять передовой опыт среди охотников, охотоведов и заготовителей. Известны 3 выпуска. | [ 48 ]                      |
| Бюллетень Окружного совета Всеармейского военно-охотничьего общества (по военным округам)               | 1954                  | 1962 или позже     | Киев; Львов; Москва; Рига; Ростов-на-Дону; Ташкент; Хабаровск и др. | ОС ВВОО по округам | | ● Бюллетени окружных советов Всеармейского военно-охотничьего общества издавались в военных округах: Московском, Ленинградском, Киевском, Прибалтийском, Туркестанском, Закавказском, Прикарпатском, Дальневосточном, Северо-Кавказском и других, в том числе в расположенных за рубежом. Журналы размером около 20 см и объёмом от 40 до 70 страниц выходили с периодичностью 2 — 4 раза в год. Помимо официальных документов и публикаций об организации работы общества на местах содержали материалы об охоте и охотничьей фауне, рыбалке, стендовой стрельбе, собаководстве. В 1965 году вместо них и бюллетеней флотских советов ВВОО начал издаваться Информационный бюллетень Центрального совета ВВОО. | [ 48 ]                      |
| Охота и охотничье хозяйство                                                                             | 1955 октябрь          | н. в.              | Москва                                                              | Министерство сельского хозяйства СССР; Госагропром СССР и Союз обществ охотников и рыболовов РСФСР (с 1985 г.); Госкомприроды СССР и Союз обществ охотников и рыболовов РСФСР (с № 6 1988 г.)                                                                              | Редколлегия; Малиновский А. В. (с № 2 1956 г.); Мануйлов П. И. (с № 5 1961 г.); Гусев О. К. (с 1964 г.)            | 🗓 М ⍐ 26 ≣ 48−64 🗍 45−963 ISSN 0131-2596 ● [Ежемесячный научно-производственный журнал Министерства сельского хозяйства СССР (по 1961 г. и с № 4 1980 г. по 1984 г.); …массовый научно-производственный журнал Министерства сельского хозяйства СССР (1962 г.) ; …массовый журнал Министерства сельского хозяйства СССР (с 1963 по № 3 1980 г.); …массовый научно-производственный журнал Государственного агропромышленного комитета СССР и Союза обществ охотников и рыболовов РСФСР (1985 г.); …массовый научно-производственный и спортивно-методический журнал Государственного агропромышленного комитета СССР и Союза обществ охотников и рыболовов РСФСР (1986−1987 гг.); … иллюстрированный…. (№ 1−5 1988 г.); …массово-производственный, спортивно-методический, иллюстрированный журнал Госкомитета СССР по охране природы и Союза обществ охотников и рыболовов РСФСР (с № 6 1988 г. по 1990 г.); … общественно-политический и научно-популярный иллюстрированный журнал (с 1991 г.)] В 1955 году выходил тиражом 45 тыс. экз., к 1960 году тираж превысил 230 тыс. экз. Максимальным тиражом выходил в 1990 году.                                 | 👁                           |
| Бюллетень Бакинского Военно-охотничьего общества                                                        | 1957                  |                    | Баку                                                                | Бакинское ВОО | Ковалёв Н. | ⍐ 20 ≣ 50 ● |                             |
| Бюллетень Красноярского краевого добровольного общества охотников и рыбаков                             | 1958                  | 1958               | Красноярск                                                          | Красноярское краевое общество охотников и рыбаков | | ● Вышел один номер | [ 48 ]                      |
| Бюллетень Флотского совета военно-охотничьего общества (по флотам)                                      | 1959                  |                    | Севастополь; Североморск                                            | Флотские советы ВВОО (по флотам) | | Бюллетени флотских советов Всеармейского военно-охотничьего общества издавались в отделах ВВОО Черноморского флота, Северного флота (с 1962 г.); очевидно, в Тихоокеанском и Балтийском флотах тоже были отделы Общества и издавались подобные бюллетени. Журналы размером около 20 см и объёмом от 40 до 70 страниц выходили с периодичностью 2 — 4 раза в год. Помимо официальных документов и публикаций об организации работы общества на местах содержали материалы об охоте и охотничьей фауне, рыбалке, стендовой стрельбе, собаководстве. В 1965 году вместо них и бюллетеней окружных советов ВВОО начал издаваться Информационный бюллетень Центрального совета ВВОО. |                             |
| Информационный бюллетень                                                                                | 1965                  | 1969               | Москва                                                              | Красная звезда | | 🗓 К ⍐ 26 ● Издание Центрального совета Всеармейского военно-охотничьего общества. В 1965 году вышли 2 номера, с 1966 года выходил 4 раза в год. Публиковал материалы об организации охотничьего хозяйства, передовом опыте, спортивной охоте и рыбалке, стендовой стрельбе. С 1970 года преобразован в журнал «Охотник». | [ 48 ] [ 77 ]               |
| Охотник                                                                                                 | 1970                  | н. в.              | Москва                                                              | Красная звезда | | 🗓 2М ⍐ 26 ≣ 64 ISSN 0134-9244 ● [Информационный бюллетень; … Всеармейского военно-охотничьего общества (с 1971 г.) ; … Министерства обороны СССР (с № 3 1973 г.); … Военно-охотничьего общества Министерства обороны СССР (с № 5 1976 г.); журнал военно-охотничьего общества Министерства обороны СССР (с № 6 1990 г.); журнал Военно-охотничьего общества Вооружённых сил СССР (с № 2 1991 г.); журнал Военно-охотничьего общества Вооружённых сил (с 1992 г.)] Выходил с 1965 года под заголовком «Информационный бюллетень», валовая нумерация продолжилась с № 1(19). | [ 48 ] [ 77 ]               |
| Передовой опыт в охотничье-рыболовном хозяйстве                                                         | 1971                  | 1986               | Москва                                                              | Росохотрыболовсоюз | Данилов Д. Н. | 🗓 ½Г ⍐ 20 ≣ 60−120 ISSN 0207-3552 ● Сборник. Выходил с 1968 года под названием «Передовой опыт в охотничьем хозяйстве» 1 раз в год. С 1973 года периодичность 2 раза в год. В 1986 году вышел один выпуск, затем один выпуск в 1989 году. В 1991 году вышел под названием «Вестник Росохотрыболовсоюза» и прекратился. С 2010 года его заменил журнал «Вестник ассоциации Росохотрыболовсоюз» | [ 48 ]                      |
| Реферативный журнал. Охрана природы. Охотничье хозяйство                                                | 1972                  | 1991 февраль       | Москва                                                              | ВАСХНИЛ, ВНИИТЭИСХ (ВНИИТЭИагропром) | | 🗓 М ISSN 0131-9930, 0234-2065 (с 1985 г.) ● Ежемесячное издание ВАСХНИЛ и ВНИИ информации и технико-экономических исследований по сельскому хозяйству (с 1986 г. … агропромышленного комплекса). Образован разделением издания «Реферативный журнал. Серия 6. Лесоводство и охрана природы», выходившего с 1969 года. Заголовки: «Реферативный журнал. Серия 12. Охрана природы»; «… Серия 16…» (1974 г.); «… Серия 17…» (с 1975 г.); «… Серия 19…» (с 1978 г.); «… Серия 19. Охрана природы. Охотничье хозяйство» (с № 2 1980 г.); «… Серия 15…» (1982 г.); "… Серия 16. Охрана природы в сельском хозяйстве. Охота и охотничье хозяйство (1983 г.); «Сельское хозяйство. Серия 18. Охрана природы. Охота и охотничье хозяйство» (1984 г.); «… Серия 14. Охрана природы. Охотничье хозяйство» (с 1985 г.); «Реферативный журнал. Серия14, Охрана природы. Охотничье хозяйство» (№ 1 1987 г.); «… Охота Охота и охотничье хозяйство» (с № 2 1987 г.); «… Серия 17…» (с 1989 г.). | [ 48 ]                      |

### Охотничьи периодические издания России
| Название                                           | Годы выхода   | Годы выхода  | Место                                    | Издательство | Редактор | Информация | Ссылки              |
| Название                                           | начало        | конец        | Место                                    | Издательство | Редактор | Информация | Ссылки              |
| -------------------------------------------------- | ------------- | ------------ | ---------------------------------------- | --- | --- | --- | ------------------- |
| Охота и охотничье хозяйство                        | 1955          | н. в.        | Москва                                   | Госкомприроды СССР и Союз обществ охотников и рыболовов РСФСР; Экология (с 1991 г. по № 6 1994 г.); Охота и охотничье хозяйство (с 1991 г.)                                         | Гусев О. К.; Блюм А. М. (с № 8 2012 г.); Павлов П. М. (с № 11 2019 г.)                                                                   | 🗓 М ⍐ 26 ≣ 48 ISSN 0131-2596 ● [ежемесячный общественно-политический и научно-популярный иллюстрированный журнал (с 1991 г.); ежемесячный иллюстрированный журнал (с № 7 1994 г. по № 8 2003 г.)] | 👁 🌏︎                |
| Охотник                                            | 1970          | н. в.        | Москва                                   | Красная звезда; студия Янтарь (с № 4 1994 г.); Центральный совет ВОО (с № 5 1997 г); Военно-охотничье общество — общероссийская спортивная общественная организация (с № 6 2017 г.) | Магонов И. А. (1992 г.); Павлов И. Т. (1995 г.); Корабельников А. В. (2017−2022 г.); Кокоулин Н. Ф. (с 2023 г.); Стрюков В. А. (2025 г.) | 🗓 2М/М ⍐ 26 ≣ 48−64 ISSN 0134-9244 ● [журнал военно-охотничьего общества Вооружённых сил; журнал военно-охотничьего общества (№ 2−3/4 1992 г. и с № 4 1996 г. по 1998 г.); … Всеармейского охотничьего общества (с № 5 1992 г. по № 3 1996 г.); ежемесячный иллюстрированный журнал военно-охотничьего общества (1999 г.); ежемесячный иллюстрированный журнал (с 2000 по 2005 г.); иллюстрированный журнал (с 2012 г.); научно-популярный журнал (с № 4 2012 г.); иллюстрированный научно-практический, информационно-аналитический, художественно-литературный журнал (с № 4 2023 г.)] Журнал Военно-охотничьего общества, выходил с 1965 года под заголовком «Информационный бюллетень». Периодичность 6 номеров в год, с 1999 стал ежемесячным, в 2012 году вновь двухмесячным.                                           | 🌏︎                  |
| Охотник и рыболов Чувашии                          | 1990 ноябрь   | 1997 май     | Чебоксары                                | Чувашское общество охотников и рыболовов | | 🗓 М ⍐ 42 ● [газета Чувашского республиканского общества охотников и рыболовов] Распространялась по районам республики. С 1997 года преобразована в межрегиональную газету «Охотник и рыболов Поволжья». | [ 80 ]              |
| Вестник охотника и рыболова                        | 1991 апрель   |              | Омск                                     | Трудовой (с 1997 г. журналистский) коллектив газеты; Редакция (с № 21 2001 г.) | | 🗓 Н/М ⍐ 42 ● [региональный еженедельник охотников и рыболовов Сибири, Урала и Удмуртии; еженедельник охотников и рыболовов Сибири, Урала, Башкортостана и Удмуртии (с № 11 1991 г.); еженедельная газета РФ (с № 5 1992 г.); массовая газета РФ (с № 21 1992 г.); массовый ежемесячник РФ (с № 3 2003 г.)] | [ 3 ] [ 80 ]        |
| На деснянских плёсах                               | 1991          |              | Брянск                                   | Брянская газета | | ⍐ 42 ● [газета для охотников и рыболовов Брянщины] | [ 80 ]              |
| Охота и природа                                    | 1991 март     |              | Иркутск                                  | Охота и природа | | 🗓 М ⍐ 42 ● [Сибирская (с № 7 1991 г. российская) ежемесячная газета для охотников, рыболовов, туристов] | [ 80 ]              |
| Таёжные тропы                                      | 1991          |              | Свердловск                               | Свердловское областное общество охотников и рыболовов | | ⍐ 30 ● [газета свердловских охотников] | [ 80 ]              |
| Охотничья газета                                   | 1992          | 1993         | Москва                                   | кооператив ветеранов войны, труда, Вооружённых Сил и правоохранительных органов Авис                                                                                                | | ⍐ 42 ● [газета охотников и рыболовов России] | [ 80 ]              |
| Природа и охота                                    | 1992          | 2003         | Москва                                   | Эра; Московский комсомолец (с 1995 г.) | Шишкин И. Б.; Гусев П. Н. (с № 2/3 1995 г.)                                                                                              | 🗓 2М/3М/М ⍐ 25 ≣ 64/80 ISSN 0136-0116 ● [независимый русский журнал для охотников и других ценителей природы. Основан Л. П. Сабанеевым в 1878 году] Учреждён клубом любителей правильной охоты «Кречет», заявившем о восстановлении журнала «Природа и охота» Л. П. Сабанеева. Цветной, со множеством иллюстраций журнал первоначально выходил 6 раз в год (в первый год вышло 5 номеров), иногда сдвоенными книжками. С 1995 года из-за недостатка средств стал ежеквартальным, с июля 2000 года вновь двухмесячным, с июля 2001 года ежемесячным. | [ 86 ]              |
| У костра                                           | 1992 март     |              | Кемерово; Белово (с № 2 1992 г.)         | | | 🗓 ½Г ⍐ 60 ● [газета охотников и рыболовов; газета охотников, рыболовов и туристов (с № 2 1992 г.)] | [ 80 ]              |
| Сибирский промысел                                 | 1993          | 1997 октябрь | Красноярск                               | Норд-Робинзон | Зайцева Л. | 🗓 2М/3М ⍐ ≣ 128−160 ● [популярный журнал для любителей природы, охотников рыболовов; всероссийский… (с 1996 г.)] В журнале использовались материалы изданий «Рыболов», «Охота и охотничье хозяйство», «Наука и жизнь», «Охотник» и других. Охотничье-рыболовной тематике была отведена лишь небольшая часть площади. | [ 48 ]              |
| Московская охотничья газета                        | 1994 июль     | 1996         | Москва                                   | Московский комсомолец | Гусев П. Н. | 🗓 Н ⍐ 32 ≣ 8 ● [еженедельное иллюстрированное издание для охотников, рыболовов и любителей дикой природы] С января 1997 года выходит под названием «Российская охотничья газета». | [ 2 ] [ 86 ] [ 87 ] |
| Охотничьи просторы                                 | 1994          | 2024         | Реутов                                   | Эра | Королёв В. В.; Булгаков М. В. (с № 2 2010 г.)                                                                                            | 🗓 К/½Г ⍐ 26 ≣ 230−320 ● [альманах : издание для охотников; литературно-художественный альманах (c 2008 г.)] Сборники «Охотничьи просторы» выходили с 1950 по 1991 год в издательстве «Физкультура и спорт» ежегодно, в отдельные годы по 2−3 книги, всего 48 выпусков. В 1994 году издание воссоздано как периодическое, с новой нумерацией. В 1994 году вышло 2 выпуска, в которые вошли материалы, подготовленные прежней редакцией для выпусков № 49 и 50 «старого» альманаха, сохранившиеся у Ф. Р. Штильмарка. С 1995 года выходило 4 номера в год, с 2014 года 2 номера в год. В 2024 году на № 2 (100) издание прекращено по решению редакции. | 🌏︎                  |
| Охота и охотничьи собаки                           | 1995 июль     | 1997         | Москва                                   | Каро; Друг (1997 г.) | Романович А. Л. | 🗓 2М/М ⍐ ≣ 32/48 ● [журнал для любителей правильной охоты] Двухмесячный полноцветный иллюстрированный журнал. В 1997 году стал ежемесячным, увеличился объём. Журнал освещал все вопросы, связанные с охотой, существенное место отводилось охотничьим собакам. | [ 48 ]              |
| Охотник и рыболов                                  | 1995          |              | Самара                                   | Самарское областное общество охотников и рыболовов | | ⍐ 42 ● | [ 80 ]              |
| Охотничьи собаки                                   | 1995 сентябрь | 2003 июнь    | Москва                                   | Московский комсомолец | | 🗓 2М ⍐ 26 ≣ 64 ● [независимый журнал для охотников, кинологов и любителей охотничьих собак] Влился в журнал «Охота и рыбалка XXI век» | [ 3 ] [ 48 ]        |
| Уральские зори                                     | 1995          |              | Челябинск                                | | | ⍐ 30−42 ● [информационный листок; … СОО и ЧО (с 1997 г.)] Информационный листок Союза обществ охотников и рыболовов Челябинской области. | [ 80 ]              |
| Охота                                              | 1996          | н. в.        | Москва                                   | Друг; Премьера Медиа (с 2012 г.); Премьера Паблишинг (с 2015 г.) | Кузенков В. П. (с 2007 г.) | 🗓 М/½Г ⍐ 30 ≣ 96−256 ISSN 1609-0551 ● [природа/путешествия/снаряжение/оружие] Ежемесячный иллюстрированный журнал. В 2020-е годы выходит 2 раза в год толстыми книжками. | 🌏︎                  |
| Охотник Приамурья                                  | 1996 сентябрь | 1996         | Хабаровск                                | | | 🗓 М ● [ежемесячный журнал для рыбаков и охотников] | [ 3 ] [ 48 ]        |
| Охотничья библиотечка                              | 1996          | 2007         | Реутов                                   | Эра | Королёв В. В. | 🗓 М ⍐ ≣ 128 ● [практическое приложение к альманаху «Охотничьи просторы»] | [ 3 ] [ 48 ]        |
| Ростовская охотничья газета                        | 1996 август   | 1998         | Ростов-на-Дону                           | Русский охотничий клуб | | 🗓 М ⍐ 42 ● [ежемесячное иллюстрированное издание для охотников, рыболовов и любителей дикой природы (1996—1997 г.)] | [ 80 ]              |
| Рыбак и охотник                                    | 1996          |              | Йошкар-Ола                               | Сельские вести | | ⍐ 30 ● [региональная газета] | [ 80 ]              |
| Курганская охотничья газета                        | 1997          | 1997         | Курган                                   | Курганский Облохотрыболовсоюз | | 🗓 К ⍐ 42 ● [ежеквартальное иллюстрированное издание для охотников и рыболовов Курганского Облохотрыболовсоюза] | [ 80 ]              |
| Охотник и рыболов Кубани                           | 1997          |              | Краснодар                                | | | | [ 3 ]               |
| Охотник и рыболов Поволжья                         | 1997 август   | 2004         | Чебоксары                                | Чувашохотрыболовсоюз | | 🗓 М ⍐ 42 ● [межрегиональная иллюстрированная информационно-художественная газета]. С 1990 выходила под заголовком «Охотник и рыболов Чувашии». С 2005 года выходит под названием «Охотник и рыболов Поволжья и Урала». | [ 3 ] [ 80 ]        |
| Северные Зори                                      | 1997          |              | Санкт-Петербург                          | | | 🗓 М ⍐ 42 ≣ 16 ● [газета охотников и рыболовов] | [ 91 ]              |
| Охотничье дело                                     | 1997          | 1999         | Киров                                    | Пушноторговая компания Фактория | Матвейчук С. П. | 🗓 М ⍐ ≣ 28−32 ● [вестник научно-производственной информации] Издание фокусировалось на новостях законодательства, публиковало судебную практику, материалы производственно-хозяйственного характера. | [ 48 ] [ 80 ]       |
| Российская охотничья газета                        | 1997          | 2025 июнь    | Москва                                   | Московский комсомолец | Гусев П. Н. | 🗓 Н/2Н/½М/М ⍐ 42 ≣ 12−24 ISSN 1682-6981 ● [иллюстрированное издание для охотников, рыболовов и любителей дикой природы] Издание выходило с 1993 года под названием «Московская охотничья газета». Еженедельник, с ноября 2017 года стала выходить каждые две недели (26 номеров в год), с 2019 года 2 раза в месяц (24 номера в год). С № 9/10 2021 года почти все выпуски сдвоенные, с 2023 года газета стала ежемесячной. Газета публиковала материалы об актуальных проблемах жизни охотничьего сообщества, охотничьих угодьях и животных, охотничьих собаках, охотничьем оружии, амуниции, рыболовстве, охотничьей кулинарии. Последовательно защищает традиции «правильной» охоты. Выпуск издания на бумаге прекратился на 1369 номере: редакция объявила о переходе газеты полностью на онлайн-формат с июля 2025 года. | 👁 🌏︎                |
| Рыболов-охотник                                    | 1997          |              | Самара                                   | Клуб спиннинга и нахлыста | | ⍐ 30 ● [газета для рыболовов и охотников] | [ 80 ]              |
| Карельские тропы                                   | 1998          |              | Петрозаводск                             | Карельское республиканское общество охотников и рыболовов | | ⍐ 42 ● [Газета охотника и рыболова Карелии] | [ 80 ]              |
| Охота и природа Тамбовщины                         | 1998 апрель   | 2014 июнь    | Тамбов                                   | Тамбовское областное общество охотников и рыболовов, Госкомитет по охране окружающей среды Тамбовской обл.; Охота и природа Тамбовщины (с 2002 г.)                                  | | 🗓 М ⍐ 42 ≣ 4 ● [ежемесячная газета для охотников и рыболовов, любителей и друзей природы; газета для охотников, рыболовов и друзей природы (с 2013 г.)] | [ 80 ]              |
| Охота и рыболовство                                | 1998          | 2014         | Воронеж                                  | ВГЛТА | | 🗓 3М ⍐ 42 ● [газета Воронежской государственной лесотехнической академии] | [ 80 ]              |
| Охота и рыболовство Урала                          | 1998          |              | Пермь                                    | Камуралрыбвод | | 🗓 М ⍐ 42 ● [областное ежемесячное издание для охотников, туристов и всех ценителей дикой природы Урала] | [ 80 ]              |
| Охотничье братство                                 | 1998          | 2003         | Барнаул                                  | | | 🗓 М ⍐ 42 ● [ежемесячная газета для охотников, рыболовов и грибников; ежемесячная газета любителей природы (с 1999 г.); краевая … (с № 12 2001 г.)] | [ 80 ]              |
| Большая охота                                      | 1999          | 2001         | Новосибирск                              | Молодость Сибири | | ⍐ 42 ● [региональная газета для охотников, рыболовов, путешественников; региональная газета для охотников и рыболовов (с 2001 г.)] | [ 80 ]              |
| Егерь                                              | 1999          |              | Сочи                                     | Сочинское общество охотников и рыболовов Егерь | | ⍐ 42 ● Газета Сочинского общества охотников и рыболовов «Егерь» | [ 80 ]              |
| Оружие и охота                                     | 2008          | 2008         | Москва                                   | Арсенал-Информ | | 🗓 М ⍐ 30 ● [национальный оружейный журнал] Ежемесячное иллюстрированное издание. Вышел лишь один номер. | [ 48 ] [ 80 ]       |
| Охотничий вестник                                  | 1999          | 2005         | Чебоксары                                | Охотоуправления Республик Чувашия, Марий Эл, Татарстан, Нижегородской и Ульяновской областей                                                                                        | | 🗓 М ⍐ 30−42 ● [межрегиональная ежемесячная газета; информационная газета госохотнадзора (с 2000 г.); информационная газета : ежемесячник госохотнадзора регионов России (с № 5 2000 г.) ежемесячник госохотнадзора регионов России (с № 11 2001 г.)] | [ 80 ]              |
| Сафари                                             | 1999 август   | 2014         | Москва                                   | Редакция | Хохлов А. Н. (по № 5 2013 г.); Можаров А. Д. (с № 6 2013 г.)                                                                             | 🗓 3М/2М/М ⍐ 28 ≣ 96−120 ISSN 1609-9354 ● [охота. приключения. трофеи; охотничий и рыболовный журнал : трофеи. приключения. туризм. наука (с 2001 г.); …бизнес (с 2006 г.); охотничий и рыболовный журнал (с 2013 г.)] В 1999 году вышел один номер, в 2000 году 4 номера. С 2001 года выходило 6 номеров в год, в 2014 году ежемесячный. С 2015 года вместо него выходит журнал «Магия настоящего сафари». | 👁                   |
| Весь мир охоты и рыбалки                           | 2000          | 2000         | Вологда                                  | Центр изучения перспектив развития человека и общества | | ⍐ 42 ● [общероссийская газета] | [ 80 ]              |
| Пять охот                                          | 2000 декабрь  | 2009         | Москва                                   | Центр изучения перспектив развития человека и общества | | 🗓 М ⍐ 42 ≣ 24 ● [Общероссийская газета] | [ 3 ] [ 80 ]        |
| Сибирская охота                                    | 2001          |              | Новосибирск                              | | | ⍐ 42 ● [региональная газета для охотников, рыболовов и путешественников] | [ 80 ]              |
| Сибирский охотник и рыболов                        | 2001          |              | Новосибирск                              | | | ⍐ 42 ● | [ 80 ]              |
| Арсенал охотника                                   | 2002 февраль  | 2017 февраль | Москва                                   | Арсенал охотника | | 🗓 М ⍐ 29 ≣ 32−48 ● [общероссийский рекламно-информационный журнал <Арсенал охотника> и рыболова (с 2004 г.); общероссийский рекламно-информационный журнал (с 2008 г.); всероссийский журнал для охотников и рыболовов (2013 г.); … для охотников (2014 г.); для охотников и рыболовов (с 2015 г.)] Ежемесячное справочно-информационное издание. Основное направление — реклама, описание товаров для охотников, публикация литературного творчества московских охотников и рыболовов, есть раздел пчеловодства. В 2016 году номер 9 вышел трёхмесячным (осень), два последних номера вышли зимой 2017 года. В ноябре 2019 года начал работу интернет-журнал с тем же названием и логотипом. | 🌏︎                  |
| Байанай                                            | 2002 апрель   | н. в.        | Якутск                                   | Илгэ; Сахапечать (с 2024 г.) | Макаров О. К. | 🗓 3М/2М/М ⍐ 27 ≣ 52−100 ISSN ● [журнал охотников и рыболовов] Журнал с двойным входом (с 2011 г.) на русском и якутском языках. Выходил один раз в три месяца, с 2008 года двухмесячный, с 2016 года ежемесячный. В 2024 году журнал в течение полугода не выходил. С июня 2024 года вошёл в состав медиакомпании «Сахапечать», со второго полугодия выходит один раз в три месяца. | 🌏︎                  |
| Башкирская охотничья газета                        | 2002          | 2012         | Уфа                                      | Спортивный клуб охотников Рада | | 🗓 М ⍐ 30 ● [газета для охотников, рыболовов и любителей дикой природы] | [ 80 ]              |
| Добыча                                             | 2002          | 2002         | Самара                                   | | | ⍐ 30 ● [для охотников за удачей : рыбалка. грибы. охота. травы] Газета. | [ 80 ]              |
| Охота и рыбалка на Дону                            | 2002          |              |                                          | | | 🗓 2М ≣ 8 ● [газета донских охотников и рыболовов] |                     |
| ОхотНиК                                            | 2002          | 2003         | Москва                                   | Друзенко Е. | | ● [Совместный проект с московским охотничьим клубом «Сафари» : приложение к журналу «Нефть и капитал»] С июля 2003 вместо него выходит журнал «Охота по всему миру». | [ 48 ]              |
| Охотник за трофеями                                | 2002          | 2003         | Москва                                   | Московский комсомолец | | 🗓 М ⍐ 28 ISSN 1682-7104 ● [ежемесячный журнал для любителей охоты на крупную дичь, приключений и путешествий] С 2004 года влился в журнал «Охота и рыбалка XXI век» | [ 48 ] [ 80 ]       |
| Охотник и рыболов Дагестана                        | 2002          |              | Махачкала                                | | | 🗓 М ⍐ 42 ● [информационное, иллюстрированное, ежемесячное издание для охотников и рыболовов] | [ 80 ]              |
| Планета охотников и рыболовов                      | 2002          | 2015 май     | Санкт-Петербург                          | Харитонов А. А. | Харитонов А. А. | 🗓 М ⍐ 42 ≣ 12 ● Бесплатная рекламная газета, распространялась в охотничьих и рыболовных магазинах, на выставках, базах в Санкт-Петербурге, Ленинградской области, Карелии, Пскове, Новгороде. | [ 3 ] [ 99 ]        |
| Рыбалка, охота                                     | 2002          | 2003         | Самара                                   | | | ⍐ 30 ● [газета для рыболовов, охотников и всех любителей природы] | [ 80 ]              |
| Сибирская охота и рыбалка                          | 2002          | 2007         | Новосибирск; Москва (с № 20 2004 г.)     | | | ⍐ 30 ● | [ 80 ]              |
| Клёвая газета                                      | 2003          | 2003         | Курган                                   | Предеин А. C. | | ⍐ 42 ● [для активных людей : рыбалка. охота. туризм. спорт] Газета. | [ 80 ]              |
| Охота и рыбалка XXI век                            | 2003 май      | н. в.        | Москва                                   | Московский комсомолец | Гусев П. Н. | 🗓 М ⍐ 28 ≣ 96−132 ISSN 1727-5539 ● [новый журнал со старыми традициями (№ 1 2003 г.); мир дикой природы и охотничьих приключений (с № 2 2005 г.)] Глянцевый журнал-альманах. Выходит взамен журналов «Магнум», «Охотничьи собаки» и «Природа и охота». В 2004 году в него влился и журнал «Охотник за трофеями». | 👁 🌏︎                |
| Охота, рыбалка, туризм, отдых                      | 2003          | 2003         | Нижний Новгород                          | | | ⍐ 42 ● [Нижегородское иллюстрированное издание для любителей охоты, рыбалки и отдыха на природе] | [ 80 ]              |
| Тюменская охота и рыбалка                          | 2003          | 2004         | Тюмень                                   | Рыбалка и охота | | ⍐ 42 ● [клёвая газета любителей активного отдыха на природе с ружьем и удочкой] | [ 80 ]              |
| Литературная газета охотника и рыболова            | 2003          |              | Москва                                   | Росохотрыболовсоюз | | 🗓 М ⍐ 42 ● [официальный орган ассоциации «Росохотрыболовсоюз»] | [ 80 ]              |
| Охота по всему миру                                | 2003 июль     | 2007 февраль | Москва                                   | Петро-Пресс; Корпоративные издания (с № 2 2006 г.) | Александрович С. В. | 🗓 3М ● Журнал охотничьего клуба «Сафари», заменил выходивший ранее журнал «ОхотНиК». С 2007 года вместо него выходит журнал «Основной инстинкт» | [ 48 ]              |
| Вестник охотоведения                               | 2004          | н. в.        | Москва (по 2008 г); Балашиха (с 2009 г.) | Центрохотконтроль (по № 1 2008 г); РГАЗУ (с № 2 2008 г.); РГУНХ (с № 3 2023 г.) | Проняев А. В. (по № 1 2008 г.); Еськов Е. К. (с № 2 2008 г.); Савельев А. П. (с № 2 2023 г.)                                             | 🗓 ½Г/3М ⍐ 29 ≣ 46−246 ISSN 1994-411X ● [научно-практический и теоретический журнал] Периодичность 2-3 выпуска в год, с 2016 года 4 выпуска в год. Объём выпуска в среднем около 100 страниц, сквозная годовая пагинация. Публикует материалы по теоретическим и практическим проблемам охотоведения и экологии охотничьих животных: о состоянии охотничьих ресурсов, биотехнии, технике охотничьего промысла, социологии и истории охоты; материалы научных конференций. | 👁 🌏︎                |
| Налимыч и Кабаныч                                  | 2004          |              | Москва                                   | Дельта плюс | | 🗓½М ⍐ 30 ● [газета для рыболовов и охотников] | [ 80 ]              |
| Проспект. Рыбалка, охота, туризм                   | 2004          |              | Тюмень                                   | Проспект | Яковлев Д. | 🗓 2М ● [На природу с чистой совестью] После смены издателя выходил под названием «На привале». | [ 48 ]              |
| Ягдташ                                             | 2004          | 2007         | Уфа                                      | Охотинформ | | 🗓 М ⍐ 42 ● [Башкирская охотничья газета : охота, рыбалка, туризм; охота, рыбалка, туризм в Башкортостане (с 2005 г.); …в Башкортостане (с 2006 г.)] | [ 80 ]              |
| На рыбацкой и охотничьей зорьке                    | 2005          | 2006         | Волгоград                                | | | 🗓 Н ⍐ 30 ● [информационная еженедельная газета] | [ 80 ]              |
| Охота и рыбалка                                    | 2005 сентябрь | 2006         | Санкт-Петербург                          | Супергород | | 🗓 М ⍐ 28 ≣ 64 ● Бесплатный информационно-рекламный петербургский журнал. В 2007 году вместо него стали выходить журналы «Петербургская охота», «Петербургская рыбалка» и «Московская охота и рыбалка». | [ 102 ]             |
| Охотник и рыболов Поволжья и Урала                 | 2005          | н. в.        | Чебоксары                                | Чувашохотрыболовсоюз (по № 11 2014 г.); Чувашская РОО Союз обществ охотников и рыболовов Чувашской Республики (с № 12 2014 г.)                                                      | | 🗓 М ⍐ 42 ● [межрегиональная иллюстрированная информационно-художественная газета] Выходила с 1990 года под заголовками «Охотник и рыболов Чувашии» и «Охотник и рыболов Поволжья». Распространяется по 15 регионам. | 🌏︎                  |
| Томский охотник и рыболов                          | 2005 февраль  | 2010 август  | Томск; Зональная Станция (с № 1 2010 г.) | Эдитор | | 🗓 М ⍐ 42 ● [специализированная информационная областная газета] Выходила при поддержке Департамента природных ресурсов и охраны окружающей среды администрации Томской области, Томского областного общества охраны природы и охотоуправления Томской области (2005 г.) | [ 80 ]              |
| Зверобой                                           | 2006 сентябрь | 2012         | Екатеринбург                             | Уральский следопыт | | 🗓2М ⍐28 ≣ 48 ● [журнал для охотников и рыболовов] | [ 3 ] [ 103 ]       |
| ЛОВчий                                             | 2006          | 2011         | Магнитогорск                             | Серов М. Н. | | 🗓 М/2М ⍐ 28/24 ≣ 80−100 ISSN 2079-5310 ● [рыбалка, охота, активный отдых на Южном Урале; журнал об охоте, рыбалке и активном отдыхе (c 2010 г.)] Глянцевый журнал, распространялся в Челябинской и Оренбургской областях, Башкортостане и Пермском крае. Периодичность 10 номеров в год, с 2010 года 6 номеров в год, тогда же уменьшился и формат. | [ 3 ] [ 104 ]       |
| На крючке                                          | 2006          | 2017         | Томск                                    | Пеликан | Болсуновский А.; Гурьев А. В. | 🗓 М ⍐ 42 ≣ 16 ● [Томская областная специализированная газета : охота и рыбалка] | 👁                   |
| Петербургский охотник                              | 2006          | 2010         | Санкт-Петербург                          | ШиК | | 🗓 М ⍐ 30 ≣ 60 ● [литературно-публицистический журнал Санкт-Петербурга и Ленинградской области] | [ 48 ]              |
| Рыбалка и охота в Черноземье                       | 2006          | 2008         | Старый Оскол                             | | | 🗓 М ⍐ 42 ● [ежемесячное издание] | [ 80 ]              |
| Сазан Фазаныч                                      | 2006 сентябрь | 2007         | Волгоград                                | Югтранскомплекс | | 🗓 М ⍐ 23 ● [охота и рыбалка с берегов Нижней Волги и Дона] | [ 48 ]              |
| БААТ                                               | 2007 декабрь  | 2010         | Якутск                                   | Граффит | | 🗓 М ⍐ 26 ● [активный отдых, рыбалка и охота в Якутии] | [ 48 ] [ 80 ]       |
| Вестник охотника и рыболова                        | 2007          | 2008         | Братск                                   | | | ⍐ 42 ● [газета Общества охотников и рыболовов города Братска и Братского района] | [ 80 ]              |
| Московская охота и рыбалка                         | 2007          |              | Москва                                   | Супергород | | 🗓 М ⍐ 28 ≣ 48 ● Бесплатный информационно-рекламный журнал. | [ 48 ]              |
| Основной инстинкт                                  | 2007          | 2012 август  | Москва                                   | Корпоративные издания | Александрович С. В.; Кречмар М. А. (с № 5 2012 г.)                                                                                       | 🗓 М ⍐ 28 ≣ 110−160 ISSN 2076-071X ● [охота и рыбалка по всему миру] Преемник журнала «Охота по всему миру». С сентября 2012 года преобразоован в «Русский охотничий журнал». | [ 3 ]               |
| Охота                                              | 2007 июнь     | 2014 июнь    | Москва                                   | Арсенал-Информ | Ольшанский В. А. | 🗓 М ⍐ 30 ≣ 56−64 ISSN 1994-8298 ● [национальный охотничий журнал : ежемесячное иллюстрированное издание; … научно-популярное издание (с № 6 2010 г.) (№ 5−12 2013 г. отраслевое…)] Всего вышло 74 номера. Издание прекращено по финансовым и юридическим причинам. Последний, 75-й номер за июль-август 2014 года, вышел только в электронном виде. | [ 106 ]             |
| Охота и охотничья собака                           | 2007          |              | Киров                                    | | | 🗓 3М ⍐ 28 ≣ 44 ● |                     |
| Охотник и рыболов России                           | 2007          |              | Москва                                   | | | | [ 3 ]               |
| … охотник и рыболов (по регионам)                  | 2007 2008     | 2011         | Томск                                    | Эдитор | | 🗓 М ⍐ 42 ● [газета для души : специализированная ежемесячная газета] Издательская группа «Эдитор», выпускавшая с 2005 года газету «Томский охотник и рыболов», в 2007—2008 годах расширила географию издания и стала издавать региональные выпуски. Выходили «Охотник и рыболов Сибири» и подобные областные газеты для ряда регионов: «Алтайский охотник и рыболов», «Красноярский…», «Новосибирский…», «Омский…», «Приволжский…», «Тюменский…», «Уральский…», «Охотник и рыболов Кузбасса». | [ 80 ]              |
| Охотник и рыболов Сибири                           | 2007 июнь     | 2020 июль    | Томск; Зональная Станция (с № 9 2010 г.) | Эдитор; Абарил (с 2011 г.) | | 🗓 М ⍐ 42 ≣ 24−32 ● Цветная газета издавалась в сотрудничестве с Россельхознадзором. Последние номера выходили сдвоенными. С августа 2020 года издание влилось в газету «Охотник и рыболов». | [ 80 ]              |
| Охотничье собаководство                            | 2007 июнь     | 2011         | Москва                                   | Русская традиция | | 🗓 М ⍐ 30 ≣ 64 ISSN 2079-570X ● [ежемесячный иллюстрированный научно-практический, информационно-аналитический, художественно-литературный журнал; ежемесячный научно-популярный, иллюстрированный журнал для любителей и профессионалов (2011 г.)] Орган Российской федерации охотничьего собаководства. | [ 48 ] [ 80 ]       |
| Охотничья газета                                   | 2007          | 2009         | Братск                                   | Братская общественная организация охотников и рыболовов | | ⍐ 42 ● [газета для настоящих мужчин] | [ 80 ]              |
| Петербургская охота                                | 2007          | 2019         | Санкт-Петербург                          | Специализированные журналы; Супергород; Илле А. М. | Илле А. М. | 🗓 М ⍐ 29 ≣ 24−32 ● Бесплатный рекламный журнал. | [ 48 ]              |
| Тверь охотничья                                    | 2007          | 2023         | Тверь                                    | Тверской охотничий клуб; Святобор (с № 5 2015 г.) | Заостровцев Ю. Е. | 🗓 2М ⍐ 28 ≣ 64 ISSN 2222-5625 ● С 2017 года каждый номер посвящён конкретному виду дичи, обложки стали оформляться рисунками В. А. Горбатова | [ 107 ]             |
| Отдых. Охота. Рыбалка                              | 2008 ноябрь   | 2012 март    | Кисловодск                               | Ульямперль С. Л. | | 🗓 Н ⍐ 42 ≣ 8 ● [еженедельная газета для любителей активного отдыха; газета для любителей активного отдыха (с 2009 г.)] Издание первоначально заявлено еженедельным, но выходило нерегулярно: 2 номера в 2008 году, 6 выпусков в 2009 году, в 2010—2012 годах — по одному строенному выпуску. | [ 108 ]             |
| Охота. Рыбалка. Туризм в Сибири                    | 2008          |              | Новосибирск                              | Активный отдых | | 🗓 М ⍐ 42 ● [информационно-рекламная ежемесячная газета] | [ 80 ]              |
| Охотничий двор                                     | 2008 октябрь  | 2014 октябрь | Москва                                   | СТ-Медиа | Митяева Я. | 🗓 М ⍐ 29 ≣ 104—146 ISSN 2071—2774 ● [охота, рыбалка, активный отдых; охота, рыбалка, дикая природа (с № 11 2009 г.); мир охоты, рыбалки, дикой природы (с 2010 г.); охота, рыбалка, путешествия (с 2012 г.)] Литературно-информационный журнал Национального фонда Святого Трифона. | 🌏︎                  |
| B2B Рыбалка. Охота. Туризм                         | 2009          |              | Москва                                   | СпортАкадемРеклама | | 🗓 М ⍐ 29 ≣ 80 ● [бизнес-журнал для профессионалов отрасли] Бесплатный специализированный журнал для рыболовных, охотничьих и туристических магазинов и оптовиков, приложение к изданию «Спорт Магазин». Публиковал рыночную аналитику, материалы по истории торговых марок, советы по мерчандайзингу и рекламе, описание характеристик и использования товаров для охотников и рыболов. | [ 109 ]             |
| Охота, рыбалка и туризм                            | 2009          | 2022         | Омск                                     | Трофимов С. В. ; Трофей (с 2017 г.) | | 🗓 2М−3М ⍐ 29 ≣ 60−90 ● [Омский журнал] Выходил нерегулярно. | [ 48 ] [ 80 ]       |
| Вестник ассоциации Росохотрыболовсоюз              | 2010 декабрь  | 2016 май     | Москва                                   | Росохотрыболовсоюз, КМК | | 🗓 ½Г ⍐ ≣ 84−161 ● Сборник статей. Выходил дважды в год — в мае и декабре — со сквозной нумерацией, выпускам присваивался стандартный книжный номер. В 2014 году вышел только декабрьский том, следующим и последним стал выпуск № 9 за май 2016 года. | [ 80 ]              |
| Газета охотников и рыболовов                       | 2010          |              | Серпухов                                 | | | | [ 3 ]               |
| Охота и рыбалка                                    | 2010          |              | Курган                                   | Курган и курганцы (газета) | | 🗓 М ⍐ 42 ● [газета для охотников и рыболовов] | [ 80 ]              |
| Охотник и рыболов                                  | 2010          | н. в.        | Томск                                    | Абарил | Масленников А. В. | 🗓 М ⍐ 42 ≣ 24−32 ● [газета для души; специализированная ежемесячная газета] Цветная газета. С августа 2020 года издание объединилось с газетой «Охотник и рыболов Сибири» и стало выходить в увеличенном объёме. | 🌏︎                  |
| Patron / Патрон                                    | 2011 весна    | 2023         | Тольятти                                 | Богодяж А. Е. | Богодяж А. Е. | 🗓 3М-6М ≣ 16−24 ● [будь в обойме : корпоративный журнал охотников] Бесплатное рекламное издание, преимущественно представлявшее технические новинки для охотников. Первые выпуски не имели номеров, под № 1 вышел журнал зима−2012. Заявлен квартальным, но выходил нерегулярно. | 🌏︎ 👁                |
| Sports Afield                                      | 2011          | 2014 февраль | Санкт-Петербург                          | Сафари Пресс | | 🗓 2М ⍐ 27 ≣ 80−100 ISSN ● [охотничий журнал : русская версия] Версия американского глянцевого журнала на русском языке. С № 2 за 2014 год выходил под названием «Всемирный охотничий журнал» | 👁                   |
| На привале                                         | раньше 2012   |              | Тюмень                                   | Хорос | Яковлев Д. | ● Преемник журнала «Проспект. Рыбалка, охота, туризм» после смены владельца. | [ 111 ]             |
| Мир охоты                                          | 2012 апрель   | 2014 февраль | Краснодар                                | Ньюмэн | | 🗓 ⅓Г ⍐ 29 ≣ 98 ISSN 2304-960Х ● [журнал об охоте, рыбалке, туризме и подводном плавании] Бесплатное рекламное издание сети магазинов «Мир охоты», выходил 3 раза в год. Всего вышло 7 номеров. | [ 48 ] [ 80 ]       |
| ПРО : Путешествия, рыбалка, охота                  | 2012 октябрь  | 2020         | Санкт-Петербург                          | | | 🗓 М ⍐ 30 ≣ 36−70 ● Рекламное издание. | [ 80 ]              |
| Русский охотничий журнал                           | 2012 сентябрь | н. в.        | Москва                                   | Корпоративные издания; Гнедовский А. Д. (с № 2 2014 г.) | Кречмар М. А. | 🗓 М ⍐ 28 ≣ 98−160 ISSN 2306-3130 ● [охота. оружие. природа]. Выходил с 2007 года под названием «Основной инстинкт. Охота и рыбалка по всему миру», нумерация нового издания продолжилась. С апреля 2022 года объединился с журналом «Магия настоящего сафари» и стал официальным партнёром Клуба горных охотников: эмблема размещается на обложке журнала. Глянцевый иллюстрированный ежемесячник освещает все вопросы, связанные с охотой. С 2018 года помимо 12 номеров журнала 2 раза в год выходят спецвыпуски «На острие клинка». | 🌏︎                  |
| Куйбышевский охотник и рыболов                     | 2013          |              | Чумаково                                 | | | ⍐ 30 ● | [ 80 ]              |
| Ни пуха ни пера!                                   | 2013          | 2016         | Вологда                                  | | Тихомиров А. С. | 🗓 ½Г ⍐ 21 ● [всё для охотников и рыболовов] Рекламный журнал. | [ 48 ] [ 80 ]       |
| Охота и рыбалка в Тюмени                           | 2013          | 2020         | Тюмень                                   | | | 🗓 М ⍐ 42 ● | [ 80 ]              |
| Охота. Рыбалка. Туризм                             | 2013 март     | 2013         | Абакан                                   | Ника | | 🗓 М ⍐ 28 ● [первый в Хакасии ежемесячный журнал для любителей активного отдыха] | [ 48 ] [ 80 ]       |
| Всемирный охотничий журнал                         | 2014 март     | 2014         | Санкт-Петербург                          | Сафари Пресс | | 🗓 2М ⍐ 27 ≣ 80−100 ● [Sports Afield] До февраля 2014 года выходил под названием Sports Afield, версия американского журнала на русском языке. В 2014 году вышло 5 номеров (начиная с № 2). Издание прекращено в связи с истечением срока контракта. | 👁                   |
| Наша охота и рыбалка                               | 2014 сентябрь | 2015         | Ижевск                                   | МедиаИнформ | | 🗓 М ⍐ 29 ≣ 80 ● [журнал для увлечённых] | [ 48 ] [ 80 ]       |
| Магия настоящего сафари                            | 2015          | 2022 март    | Москва                                   | Бендерский Э. В. | Можаров А. Д. | 🗓 М ⍐ ≣ от 112 ISSN ● [официальный журнал Клуба горных охотников] Выходил с 1999 года под названием «Сафари». Периодичность 5 номеров в полугодие. С 2022 года объединился с «Русским охотничьим журналом» Издание об охоте, охотничьем хозяйстве и туризме в России, странах СНГ и за рубежом. | [ 112 ] [ 113 ]     |
| Хозяин тайги                                       | 2015          | 2017         | Ханты-Мансийск                           | Маркетинг Эволюшн | | 🗓 3М ⍐ 29 ● [информационно-познавательный иллюстрированный журнал для рыбаков, охотников, туристов, любителей активного отдыха и спорта; … любителей активного отдыха, спорта и путешественников] Бесплатное рекламное издание. | [ 80 ]              |
| Гуманитарные аспекты охоты и охотничьего хозяйства | 2016 март     | 2020 март    | Иркутск                                  | Фонд поддержки развития биосферного хозяйства и аграрного сектора Сибирский земельный конгресс                                                                                      | Винобер А. В. | 🗓2М/⅓Г/М ⍐ ≣ 50−125 ● [научно-практический журнал] Международная заочная научно-практическая конференция. Позиционировался как «журнал о многоаспектном и междисциплинарном исследовании феномена охоты и охотничьего хозяйства». Объявлен двухмесячным, но в 2016 году вышли только три номера; с 2017 года установлена периодичность 3 раза в год. В 2018 выпущены дополнительно три тематических номера со сквозной нумерацией. С 2019 года стал выходить каждый месяц. Издание прекратилось номером 3 за 2020 год. | 👁                   |
| Сибирский трофей                                   | 2017          |              | Тюмень                                   | | Воронов Е. | ≣ 76 ● [рыбалка. охота. приключения] Альманах. |                     |
| Томские промыслы                                   | 2018          | 2018 май     | Томск                                    | Томские промыслы | Гурьев А. В. | 🗓 М ≣ 16 ● [охота, рыбалка, туризм] Областная газета. | 👁                   |

### Основные источники
- Алексеев К. А. Охотничья спортивная периодика // Спортивная пресса России XIX - начала XX вв.: историко-типологический анализ : диссертация. — Санкт-Петербург, 2008. — С. 110—129. — 257 с.
- Булгаков М. В. Полтора века охотничьей периодики // Охота и охотничье хозяйство. — 1998. — № 6, 10  ; 1999. — № 2, 5  ; 2000. — № 2, 3, 11  ; 2001. — № 4, 12  ; 2002. — № 3, 7. — ISSN 0131-2596.
- Ёлкин К. Ф. Сибирские охотничьи журналы // Охотничьи просторы : альманах. — 1966. — № 24. — С. 228-233.
- Ляпина А. В. Возникновение и развитие охотничьей периодики в дореволюционной России // Вестник Московского университета. Серия 10. Журналистика. — 2021. — № 4. — С. 85—113. — doi:10.30547/vestnik.journ.4.2021.85113.  (CC BY 4.0)
- Матёрый библиофил. Вершины на горных хребтах в стране «Охотничья литература» // Охотничьи просторы : альманах. — 2000. — № 3 (25). — С. 237-248.
- Поддубный М. В. Охотничьи журналы двадцатых годов // Охотничьи просторы : альманах. — 1998. — № 3 (17). — С. 212-254.
- Соловьёв Д. К. Русская охотничья литература // Основы охотоведения : систематическое руководство к изучению охотничьего дела в СССР. — М. ; Л. : Новая Деревня, 1929. — Т. 5. — С. 919-940.
- Тумановские Р. и Р. Русские периодические издания по вопросам охоты // Охота и охотничье хозяйство. — 1962. — № 2. — С. 53—55.